# Militärfahrzeug
Militärfahrzeuge sind Fahrzeuge, die vom Militär gebraucht werden oder, wie es das DDR-Militärlexikon ausdrückte, „zum Bestand der Streitkräfte gehören“. Strenggenommen gehören hierzu damit auch Wasser- und Luftfahrzeuge.

## Wasser- und Luftfahrzeuge

### Wasserfahrzeuge

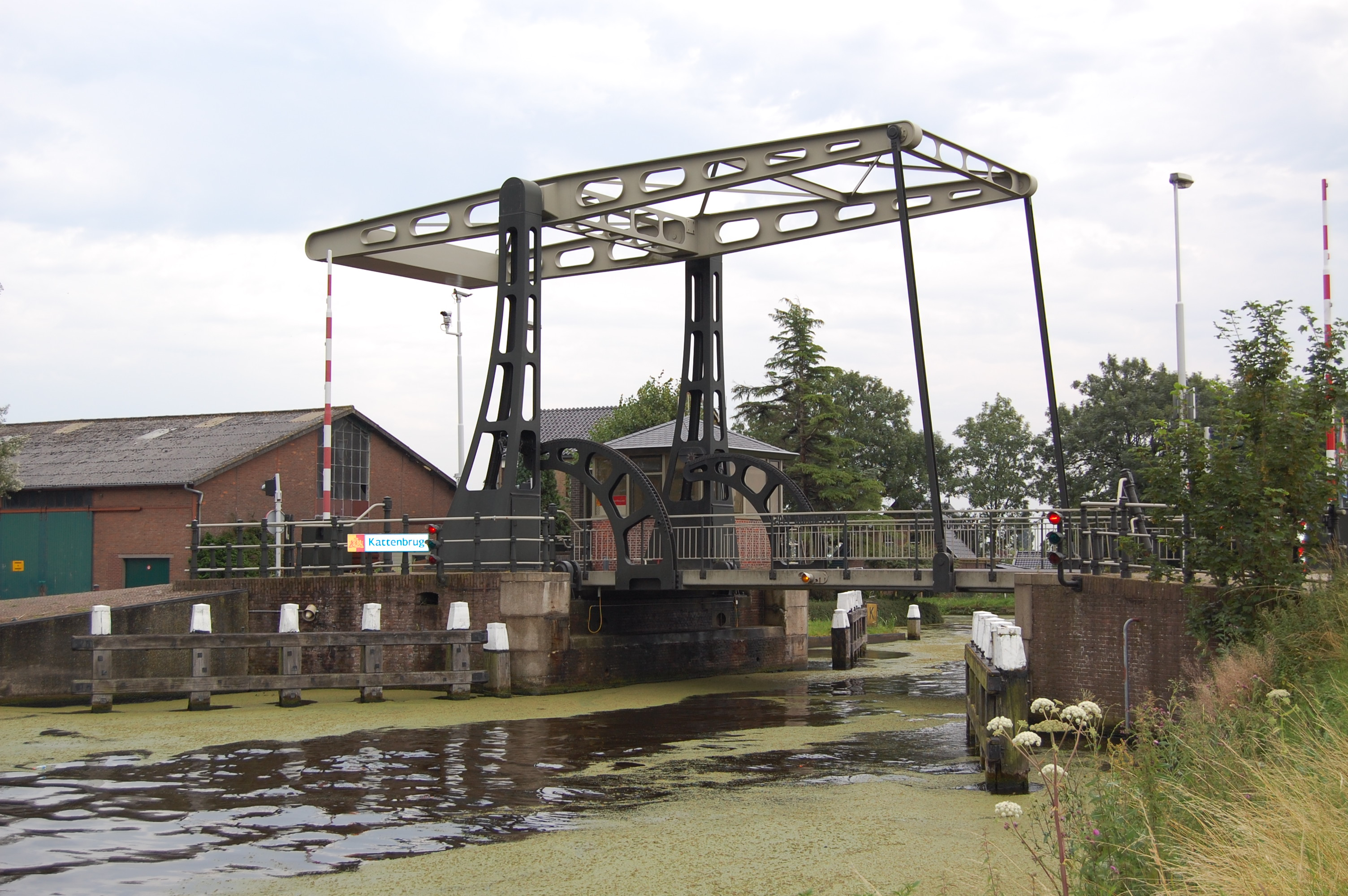
Niederländischer Kanal mit Brücke

Das deutsche Wort „fahren“ ist verwandt mit lateinisch „portare“ (=tragen) und griechisch πορέυειν (poreuein = auf den Weg bringen) und bezeichnet ursprünglich jede Art der Fortbewegung und des Transportes. Das niederländische Wort „vaartuig“ bezeichnet heute noch in erster Linie ein Schiff, „vaart“ einen Kanal und erinnert daran, dass bis zur Erfindung der Eisenbahn es nahezu eine Unmöglichkeit darstellte, eine Last von über zwei Tonnen in einer Ladung auf dem Landweg zu transportieren. Die Städte und Siedlungen der Niederlande waren daher seit dem Mittelalter geographiebedingt durch ein engmaschiges Kanalnetz miteinander verbunden, das die Hauptverkehrslast trug. Auch heute noch fährt ein Schiff von A nach B in einer Fahrrinne mit voller (oder auch langsamer) Fahrt.
Heute werden allerdings militärisch genutzte Wasserfahrzeuge im Allgemeinen nicht mehr als Militärfahrzeuge bezeichnet, hier hat sich stattdessen das Wort „Kriegsschiff“ eingebürgert.

### Luftfahrzeuge

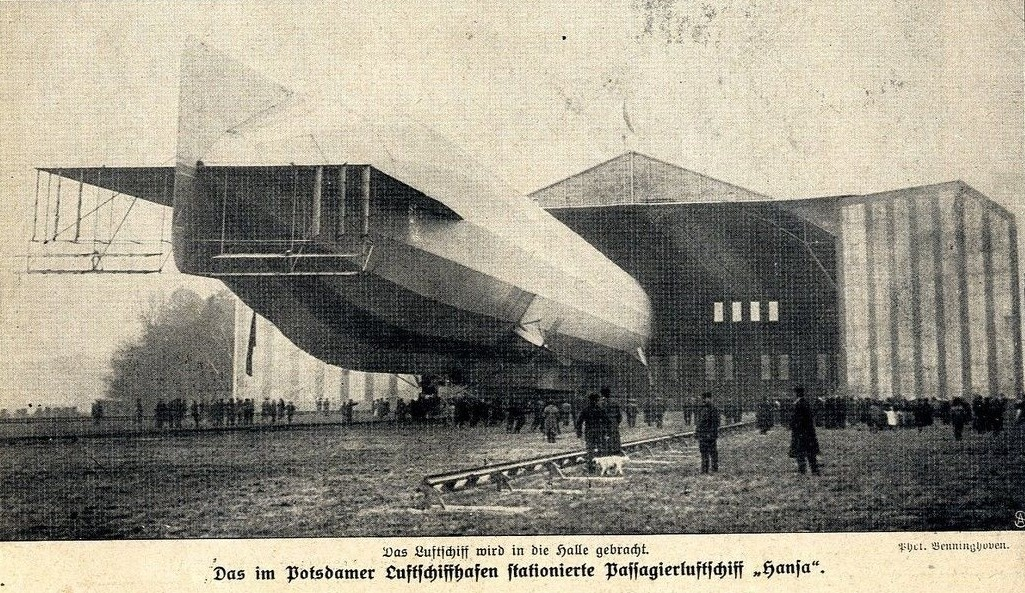
Passagierluftschiff „Hansa“ im Luftschiffhafen Potsdam, 1912

Als man sich im 19. Jahrhundert Gedanken über den Eigenantrieb und die Lenkbarkeit von Ballonen machte, übernahm man bewusst Ausdrücke aus der Marine zur Bezeichnung der neuen Erfindung: Man sprach vom Luftschiff, das selbstverständlich „fuhr“ und zum „Landen“ einen „Luftschiffhafen“ ansteuerte, wo es in einer „Luftschiffwerft“, bestehend aus einer großen Halle, „eingedockt“ und gewartet bzw. repariert wurde.
Zusammen mit den Luftschiffen verschwand dieser Sprachgebrauch, allein das Wort „Flughafen“ erinnert noch daran, dass hier seinerzeit sprachliche Anleihen bei der Marine gemacht wurden. Statt vom „Luft-Fahrzeug“ sprach man vermehrt vom „Flug-Zeug“, einer Wortbildung, die analog zu „Fahr-Zeug“ entstand und gleichzeitig das noch am Anfang des 20. Jahrhunderts häufig verwendete Fremdwort „Aeroplan“ ersetzte.
So hat heute das Militärflugzeug den Begriff „Militär-Luftfahrzeug“ völlig verdrängt.

## Militär-Kraftfahrzeuge im engeren Sinn
Der Begriff Militärfahrzeug wird in diesem Artikel daher – allgemeinerem neueren Sprachgebrauch folgend – ausschließlich auf Landfahrzeuge beschränkt. Der Begriff des Militärfahrzeugs entspricht somit heute dem angloamerikanischen „military vehicle“, selbst wenn letzterer Begriff völlig andere etymologische Wurzeln hat. In Österreich werden Militärfahrzeuge Heeresfahrzeuge genannt.

### Definitionen

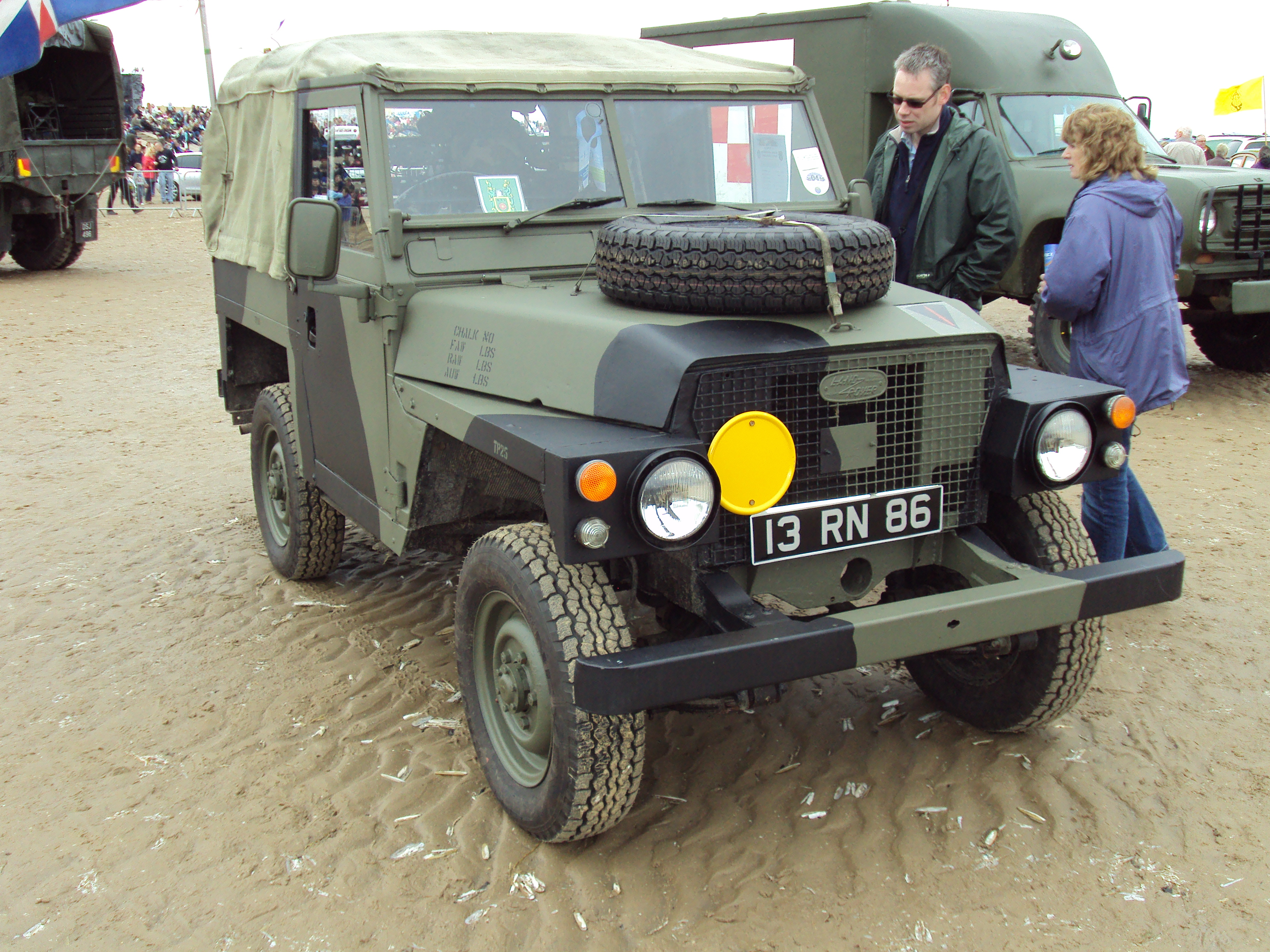
Land Rover Lightweight (mil), britische Armee. Beispiel für Gruppe 2

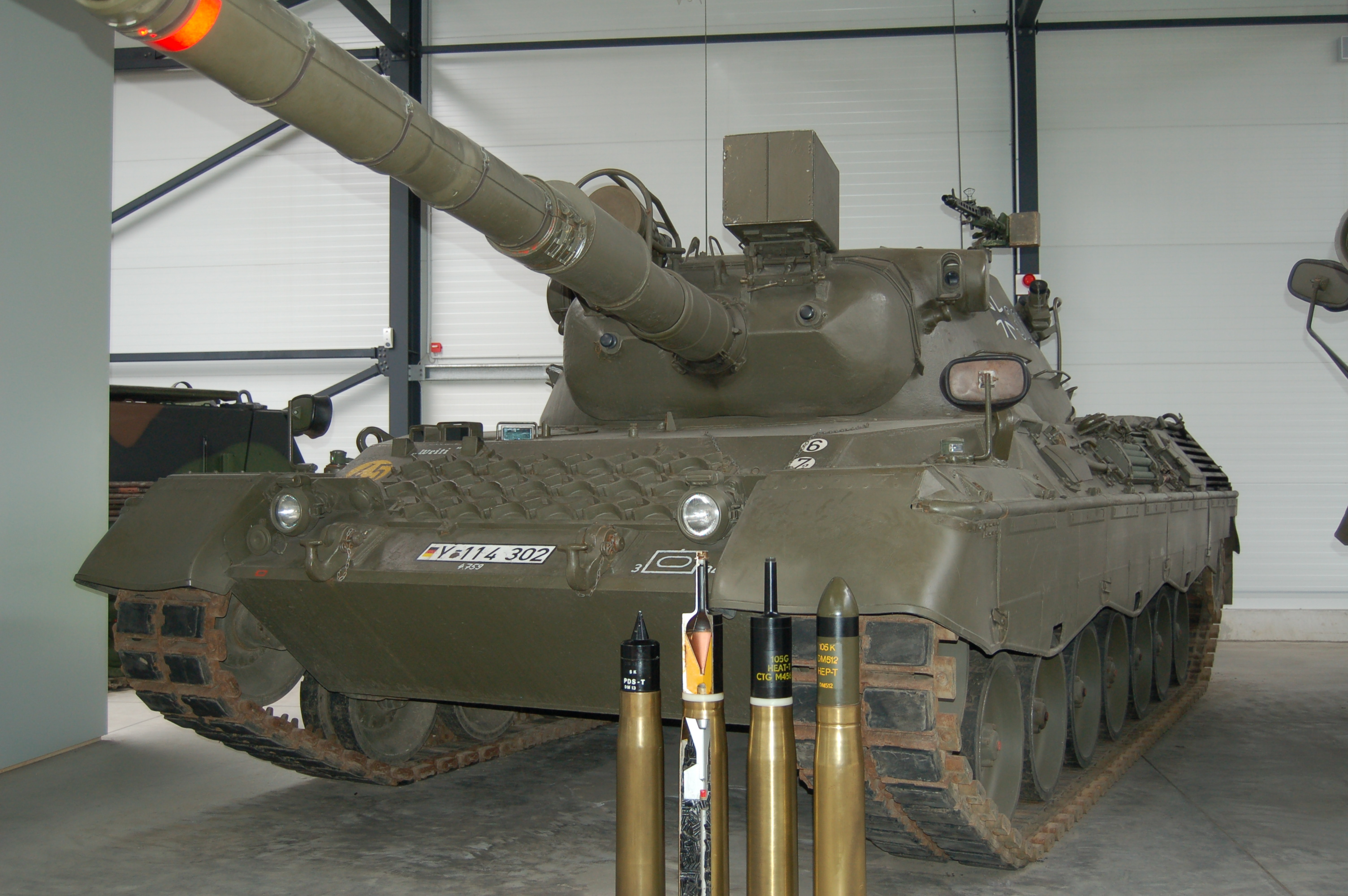
Panzer Leopard 1A2, Beispiel für Gruppe 3

Bart H. Vanderveen definierte und differenzierte den Begriff des military vehicle / Militärfahrzeug in drei Gruppen wie folgt:

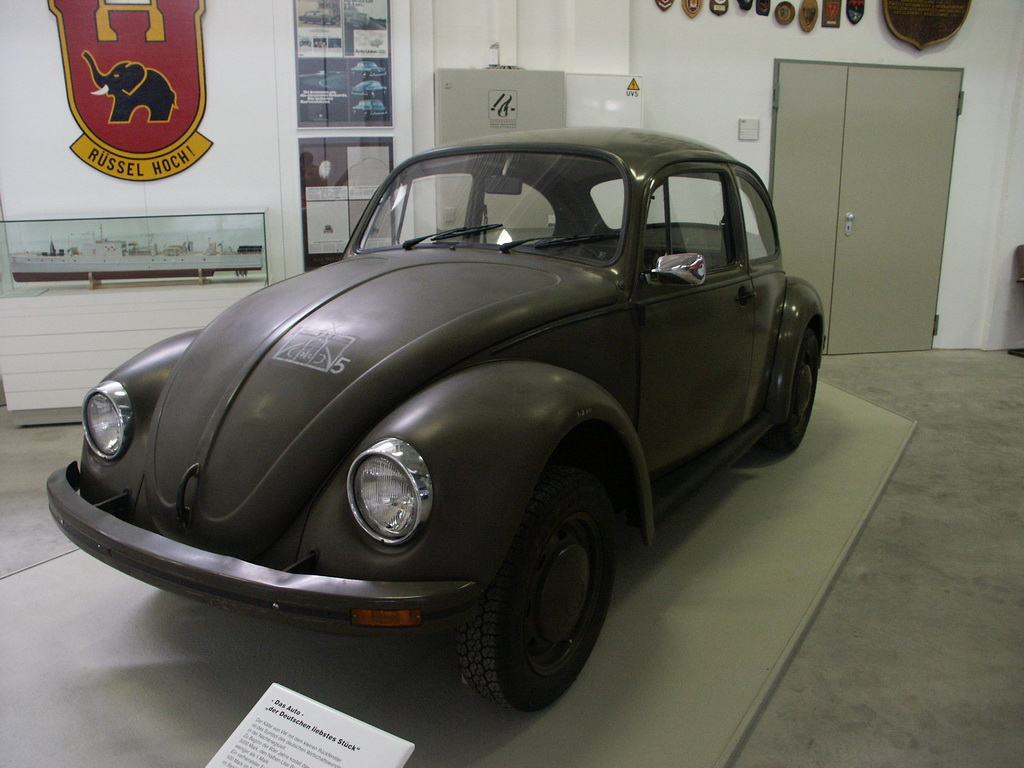
VW Käfer in Bundeswehr-Ausführung, Beispiel für Gruppe 1

1.) Handelsübliche Serien-Kfz., die in ihrer Standardausführung auch für viele Militäraufgaben genutzt werden. Insbesondere zu Friedenszeiten gehören hierzu alle möglichen Kfz. (Motorräder, Pkw, Lieferwagen, Lkw, Busse), meist aus wirtschaftlichen Gründen: Ihnen fehlt zwar Geländegängigkeit etc., indessen genügen sie für Friedensaufgaben völlig und sind billiger in Herstellung, Wartung und Reparatur.
2.) Handelsübliche aufgrund ziviler Ausschreibung hergestellte Kfz., die jedoch sich als für das Militär besonders brauchbar erweisen und häufig auf dem handelsüblichen Fahrgestell einen speziell vom Militär geforderten Aufbau erhalten. Hierher gehören z. B. die zahlreichen Pkw und Lkw mit Allradantrieb und/oder besonders großer Bodenfreiheit.
3.) Speziell für das Militär aufgrund militärischer Ausschreibung entwickelte Kfz.
Auffallend ähnlich ist eine bereits 40 Jahre ältere Definition aus der Zeit der deutschen Reichswehr: Im am 14. November 1932 herausgegebenen Vorblatt zu H.D.V.428 „Ausrüstungsverzeichnis über die Kraftfahrgeräteausstattung der Einheiten des Reichsheeres (A.K.R.)“ werden Militär-Kfz. wie folgt differenziert:

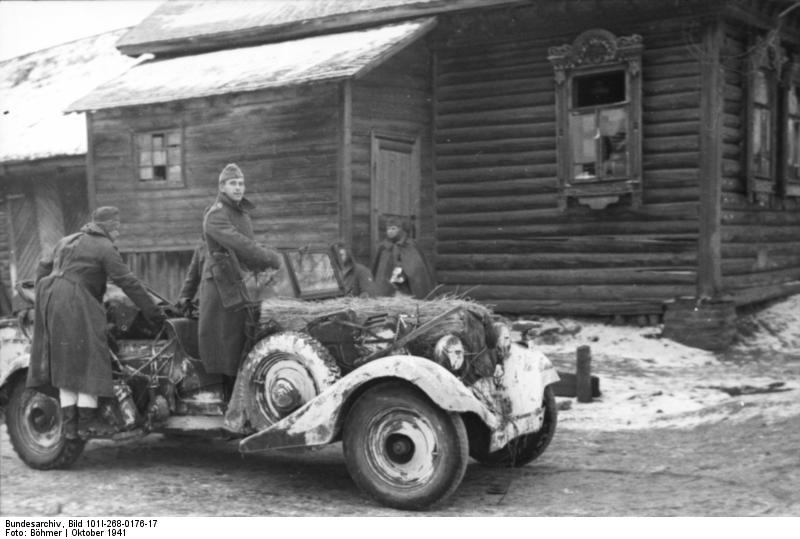
Horch 830 mit Aufbau als Kfz 11, Beispiel für Gruppe 2

1.) Kraftfahrzeuge völlig handelsüblicher Art
2.) Kraftfahrzeuge mit handelsüblichem Fahrgestell, aber speziellem nur für das Militär konstruiertem Aufbau
3.) Kraftfahrzeuge, bei denen sowohl das Fahrgestell wie auch der Aufbau eine nur für das Militär geschaffene spezielle Sonderkonstruktion ist.

### Anwendungsbeispiele

#### Erste Gruppe
Zur ersten Gruppe zählen alle normalen Typen, die entweder vom Militär direkt beim Hersteller als solche bestellt oder im Rahmen einer Mobilmachung bei zivilen Eigentümern requiriert werden. Manchmal werden derartige Typen „militarisiert“ durch Tarnanstrich, Tarnleuchten, Gewehrhalterungen oder sonstige Zusatzeinrichtungen. Häufig geschieht aber heute nicht einmal mehr dieses, um die Fahrzeuge später auf dem Gebrauchtwagenmarkt besser verkaufen zu können. Nur am Rande sei darauf hingewiesen, dass auch jeder zivile Besteller die Ausstattung seines Fahrzeuges mit speziellen Zusatzeinrichtungen mit dem Hersteller vereinbaren kann (Anhängekupplung, Blaulicht für Polizei und Feuerwehr, doppelte Pedale f. Fahrschulwagen, besondere Farbgebung, …).
Zu dieser ersten Gruppe gehören:
- diverse höheren Kommandeuren zur Erledigung ziviler Repräsentationspflichten zur Verfügung gestellte Pkw als Dienstwagen[10] wie auch der allenthalben verwendete VW-Bus,
- aber auch die zahlreichen für gewöhnliche Nachschubaufgaben in allen Kriegen seit 1911[11] eingesetzten Lkw, die außer vielleicht der oben beschriebenen „Militarisierung“ völlig Serienbauten entsprachen,
- die z. B. in Depots zum Ziehen von Materialanhängern, aber auch auf Flugplätzen zum Ziehen von Flugzeugen eingesetzten Straßenschlepper und landwirtschaftlichen Traktoren
- die für Räum- und Bauaufgaben bei den Pionieren, aber auch für Schlepp- und Bergungsarbeiten bei den Versorgungstruppen eingesetzten handelsüblichen Kettenschlepper (ggf. mit Räumschild).

Grundsätzlich kann gesagt werden, dass es auf der Welt keinen über längere Dauer tätigen Kraftfahrzeughersteller gegeben hat und gibt, der nicht irgendwann einen Kraftfahrzeugtyp gebaut hat, der nicht beim Militär irgendeines Staates eingesetzt gewesen wäre. Ob daher die Fahrzeuge dieser ersten Gruppe wirklich im lexikalischen Sinne zu den Militärfahrzeugen gerechnet werden sollten, wird daher mancherorts angezweifelt, da praktisch jeder über längere Zeit gebaute Fahrzeugtyp irgendwann zumindest in Zeiten kriegerischer Auseinandersetzung irgendwo für militärische Zwecke requiriert wurde.

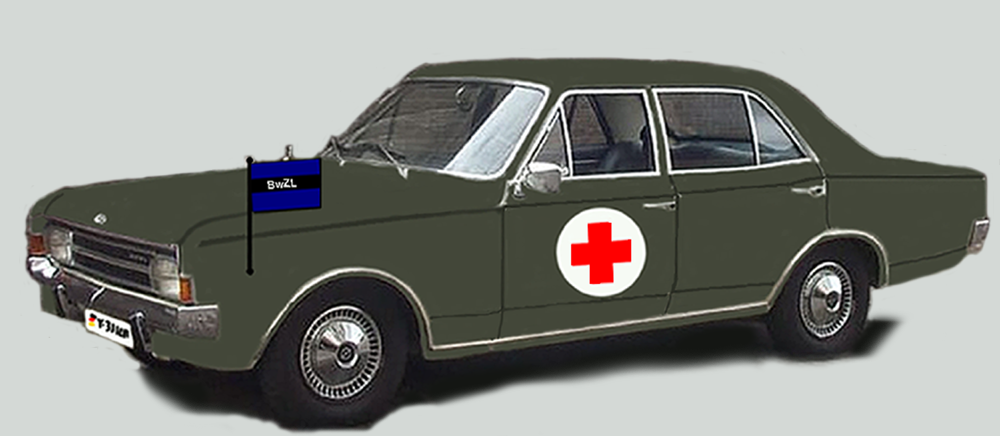
Opel Rekord C
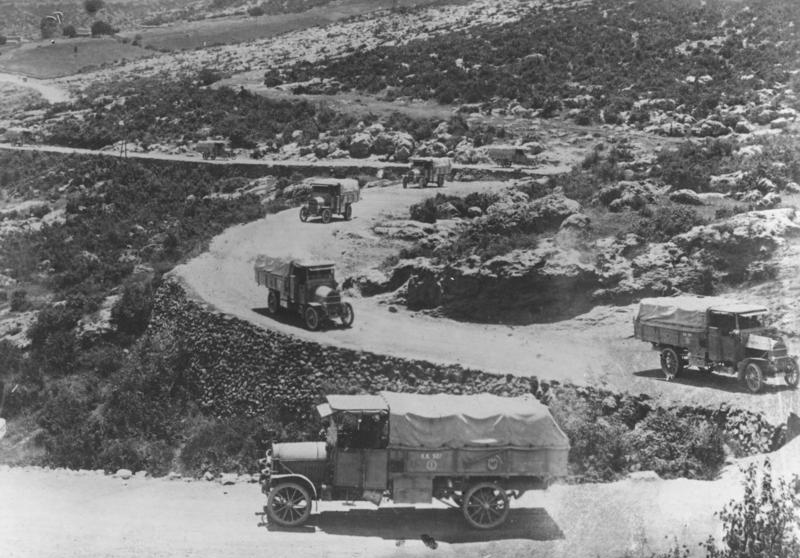
ca. 1917: Deutsche Heeres-LKW überqueren das Taurusgebirge
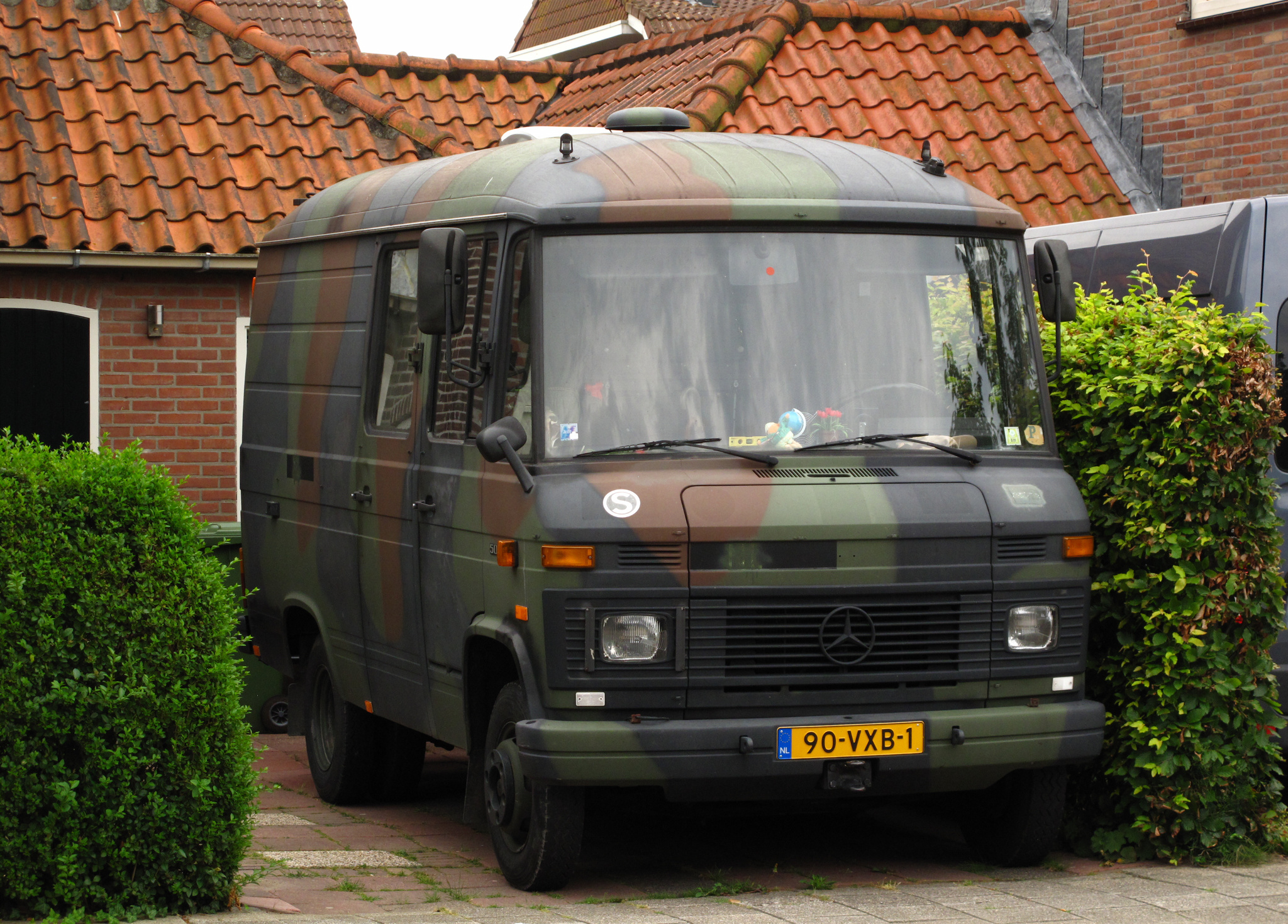
Mercedes 508D der niederländischen Armee
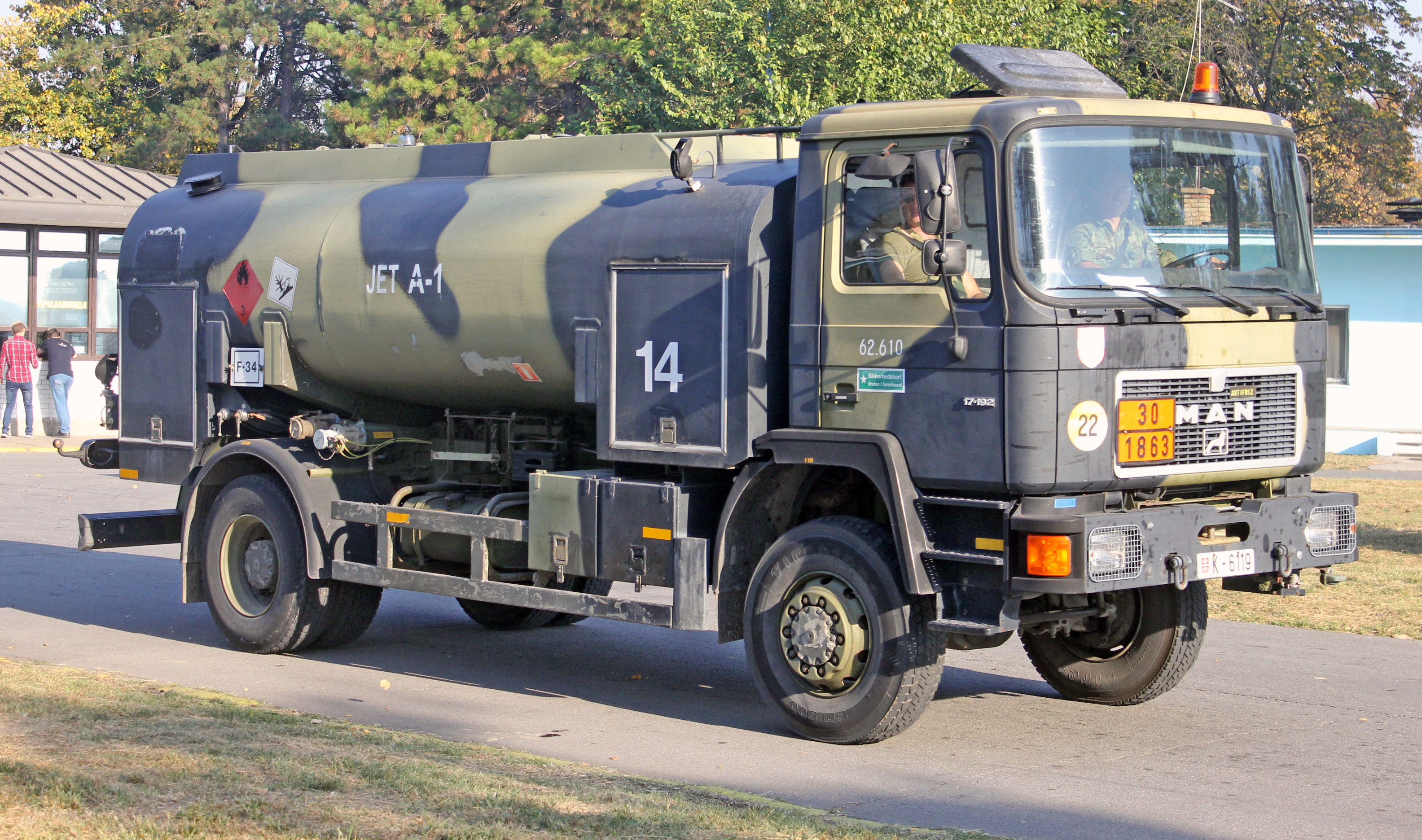
MAN 17.192 der serbischen Luftwaffe
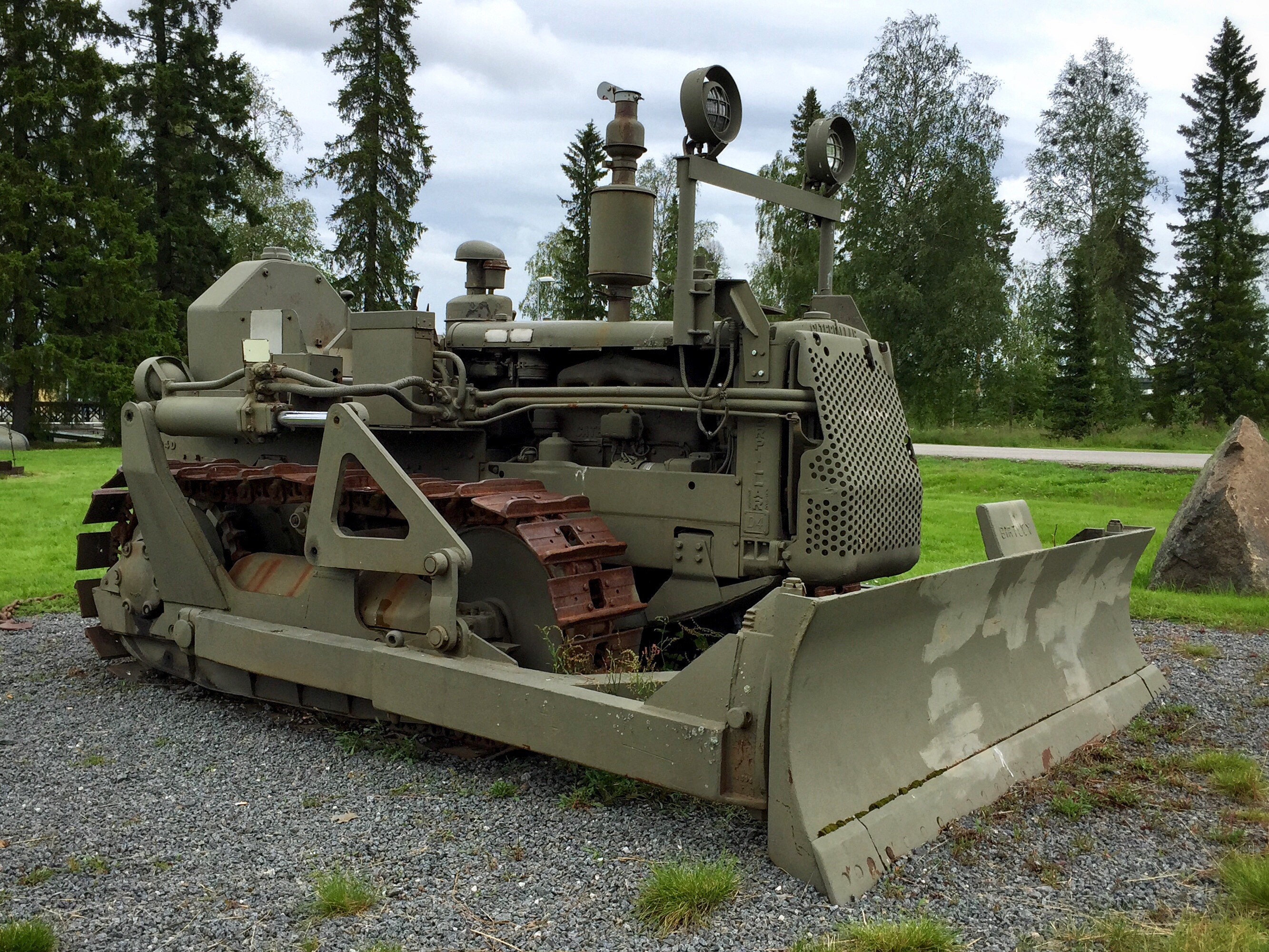
Caterpillar D4

#### Zweite Gruppe
Zur zweiten Gruppe gehören beispielsweise:
- die zahlreichen ab den späten 1920er Jahren entwickelten Pkw mit speziellem vom Militär gefordertem Aufbau, wegen ihrer Sitzform in Deutschland als Kübelwagen bezeichnet,[12]
- die von den Engländern im Zweiten Weltkrieg mit einem Pick-up-Aufbau versehenen Kleinwagen von Austin, Morris, Hillman, Standard, auch als „utility-cars“ (kurz: „Tilly“) bezeichnet,[13]
- in Kanada die gemäß Canadian Military Pattern (CMP) gebauten Lkw,[14]
- die französischen Citroën-Kégresse Halbkettenfahrzeuge,

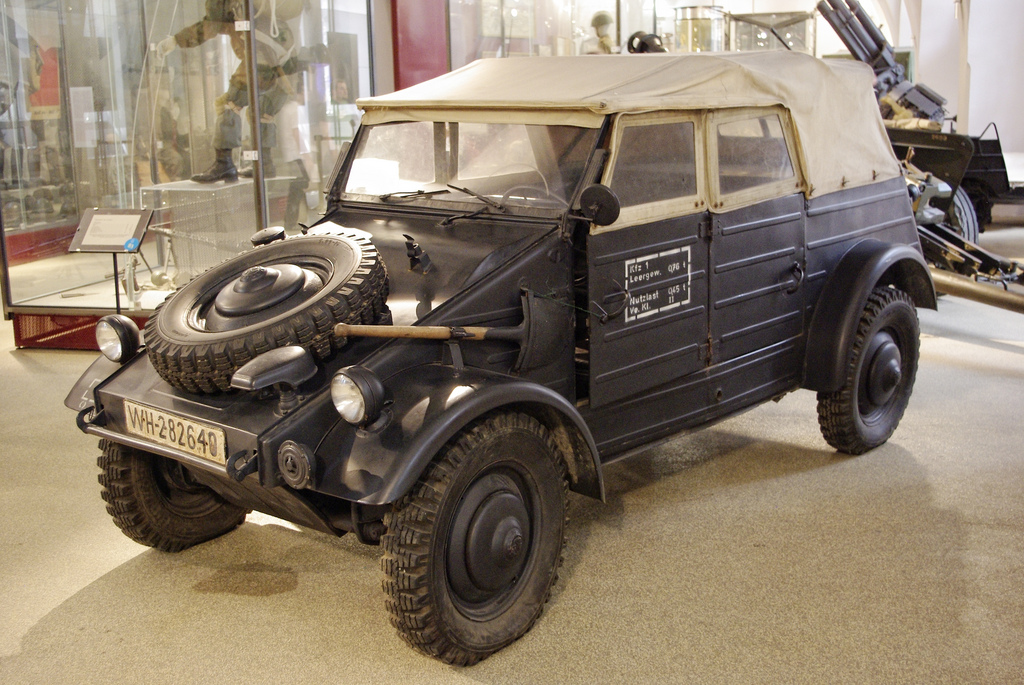
VW Kübelwagen im HGM Wien
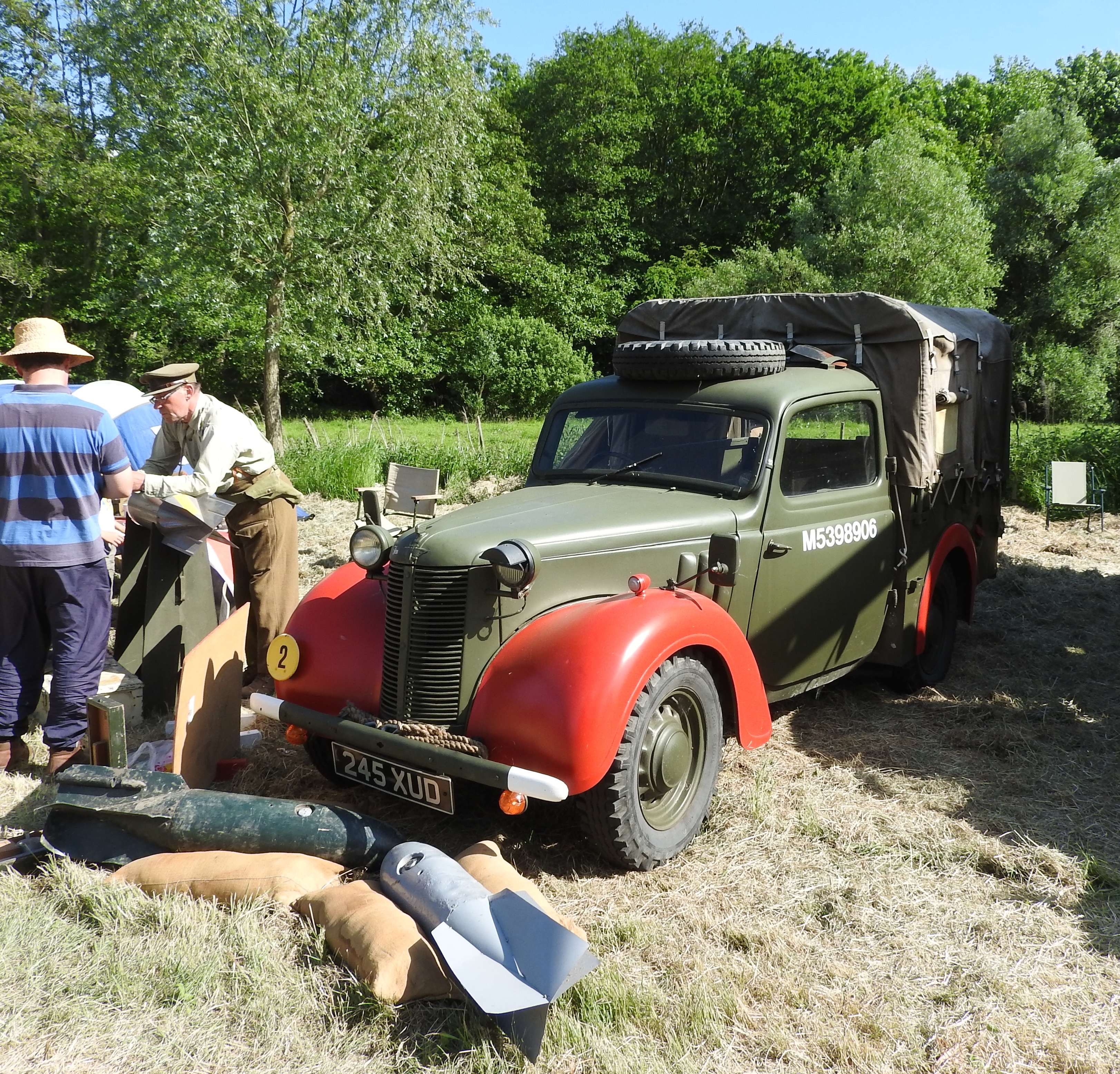
Austin 8 Utility Car
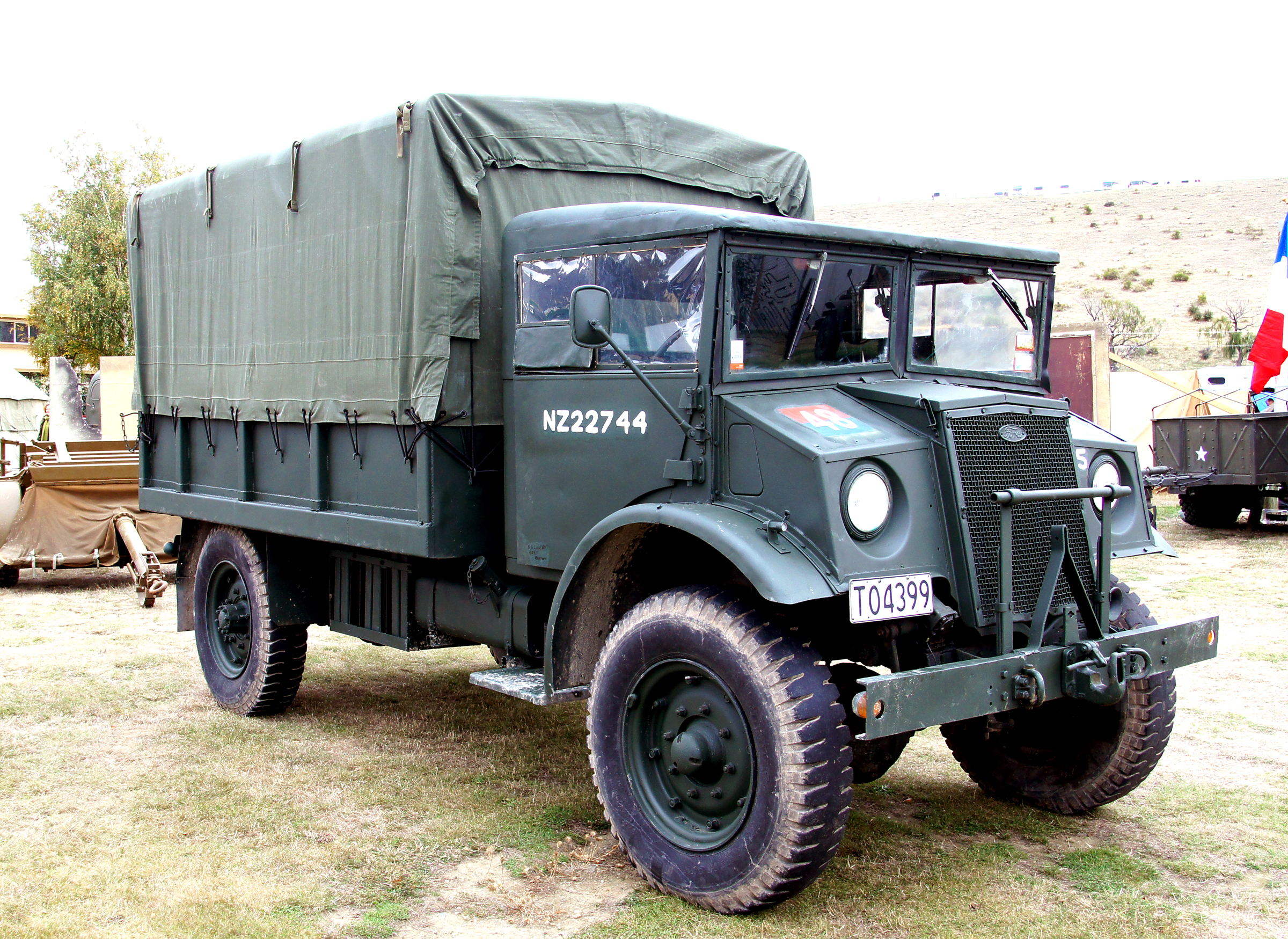
CMP LKW (Ford) 1,5 to
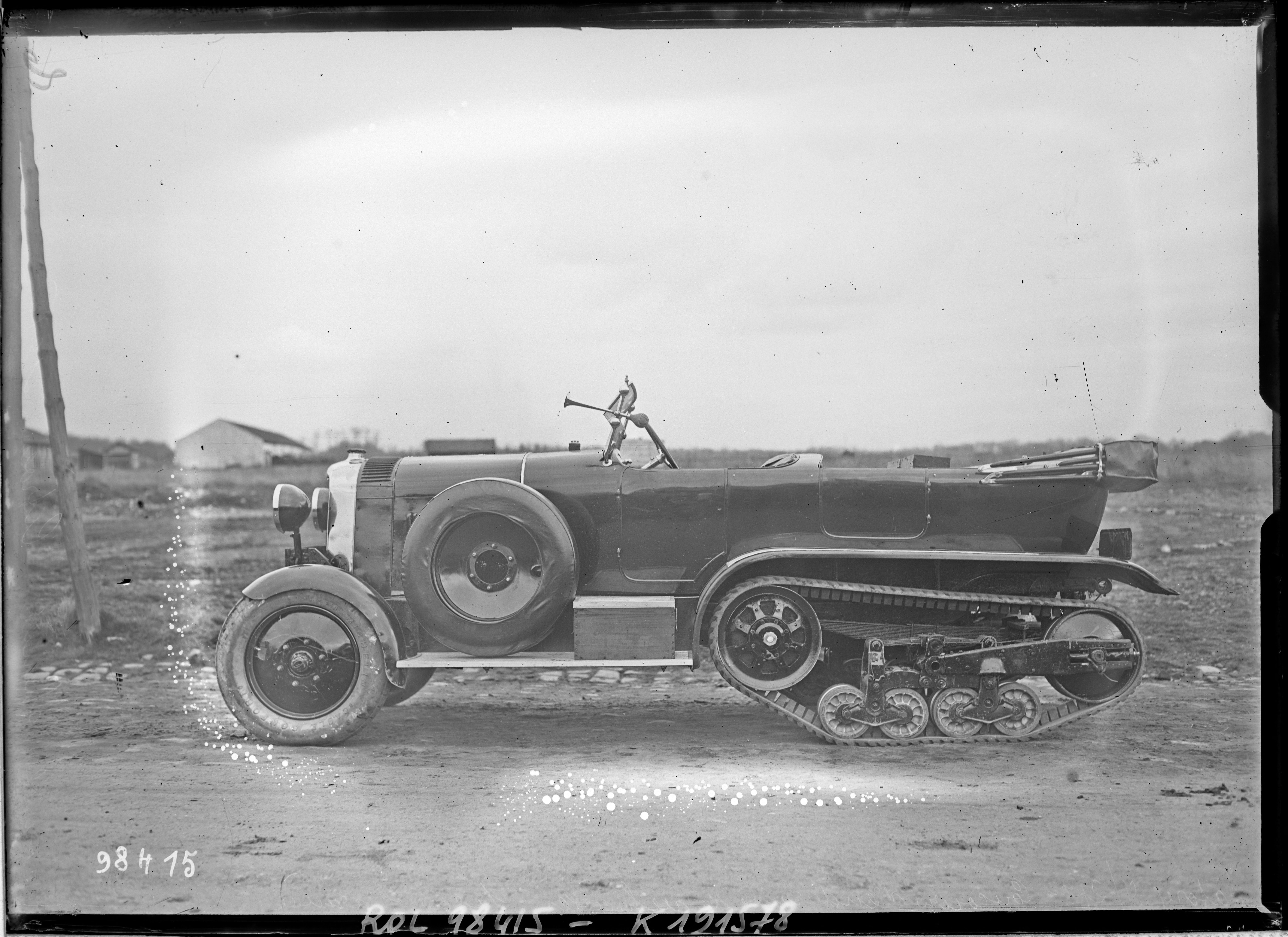
Citroën Halbkettenfahrzeug 1925

- die Dreiachser (6×4) Renault Type MH und Renault Type OX und die auf diesem Konzept aufbauenden anderen Lkw ab Ende der 1920er Jahre,
- die in der Zeit nach 1945 entstandenen Gelände-Pkw wie Land Rover, Toyota Land Cruiser, Nissan Patrol, Lada Niva u. a. m., sofern sie einen militärischen Aufbau (z. B. Stabs-, Funk-, Sanitätsfahrzeug) erhielten,
- die meisten Fahrzeuge der ersten Fahrzeug-Generation der Bundeswehr wie auch der Nationalen Volksarmee.

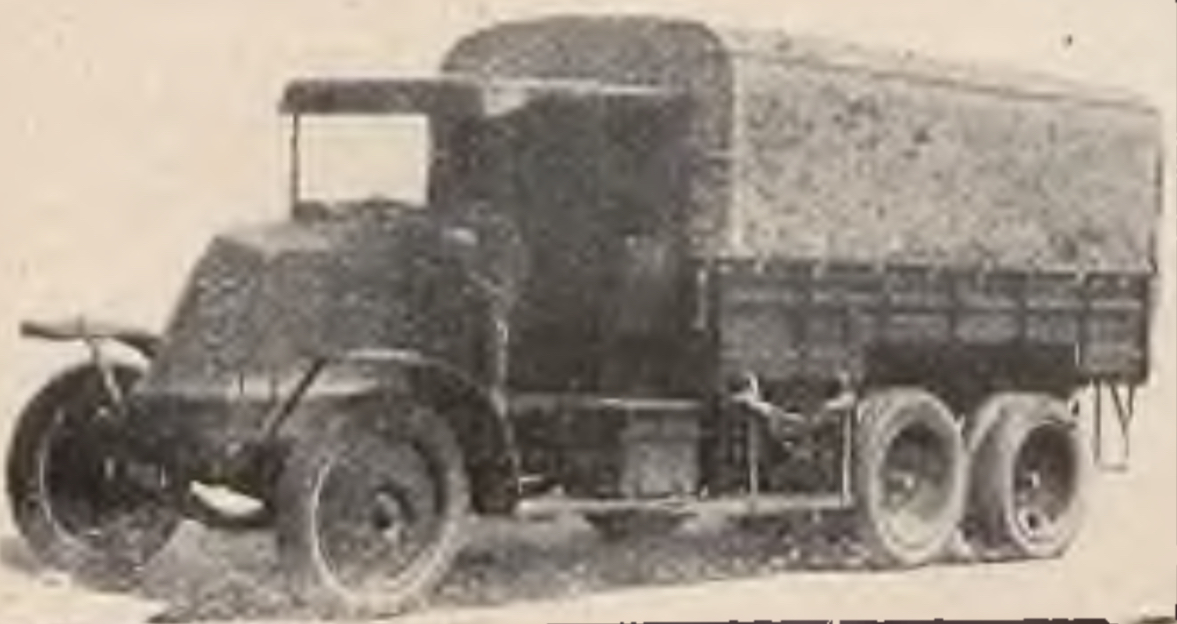
Renault OX
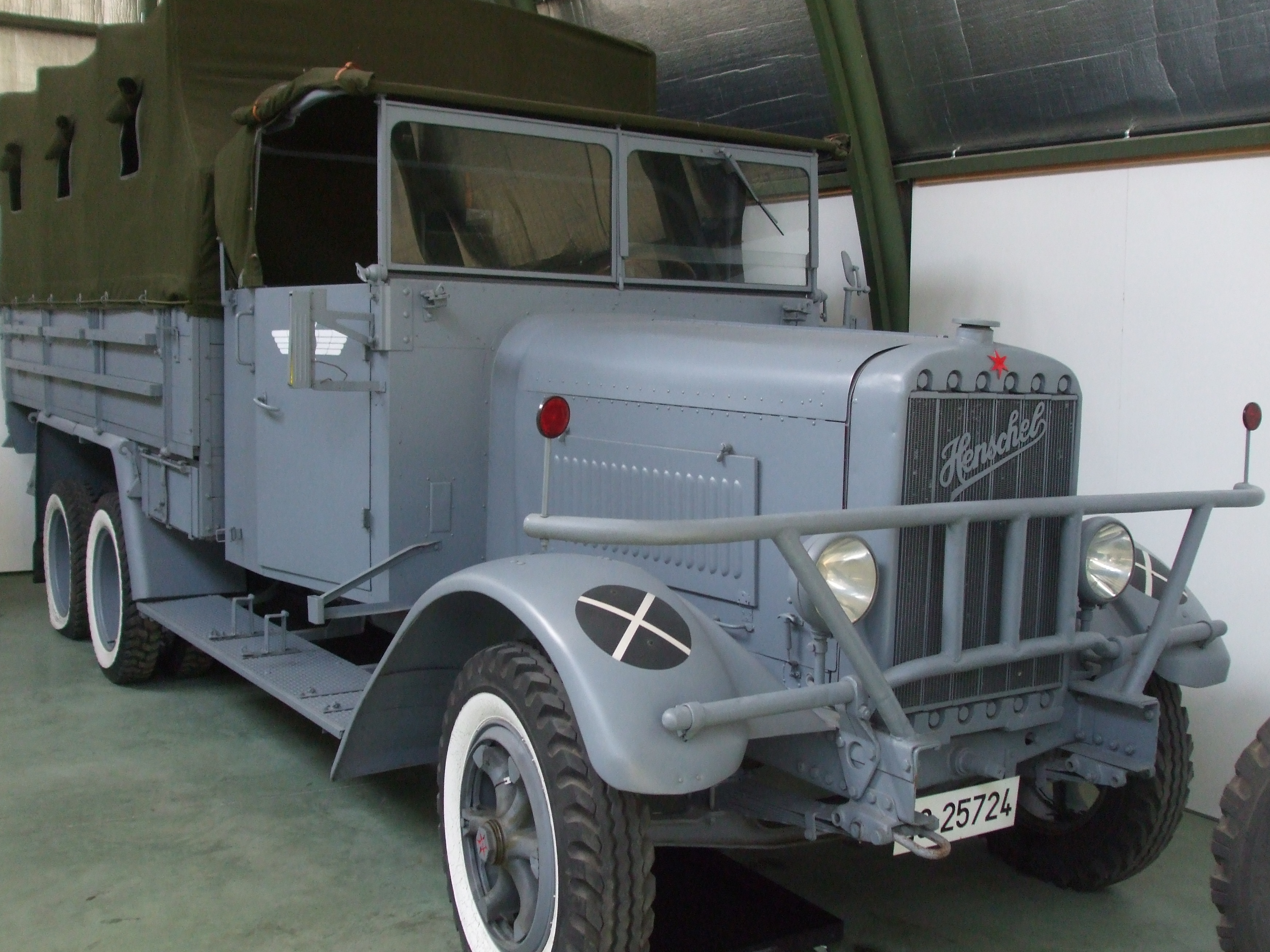
Henschel 33 in Spanien
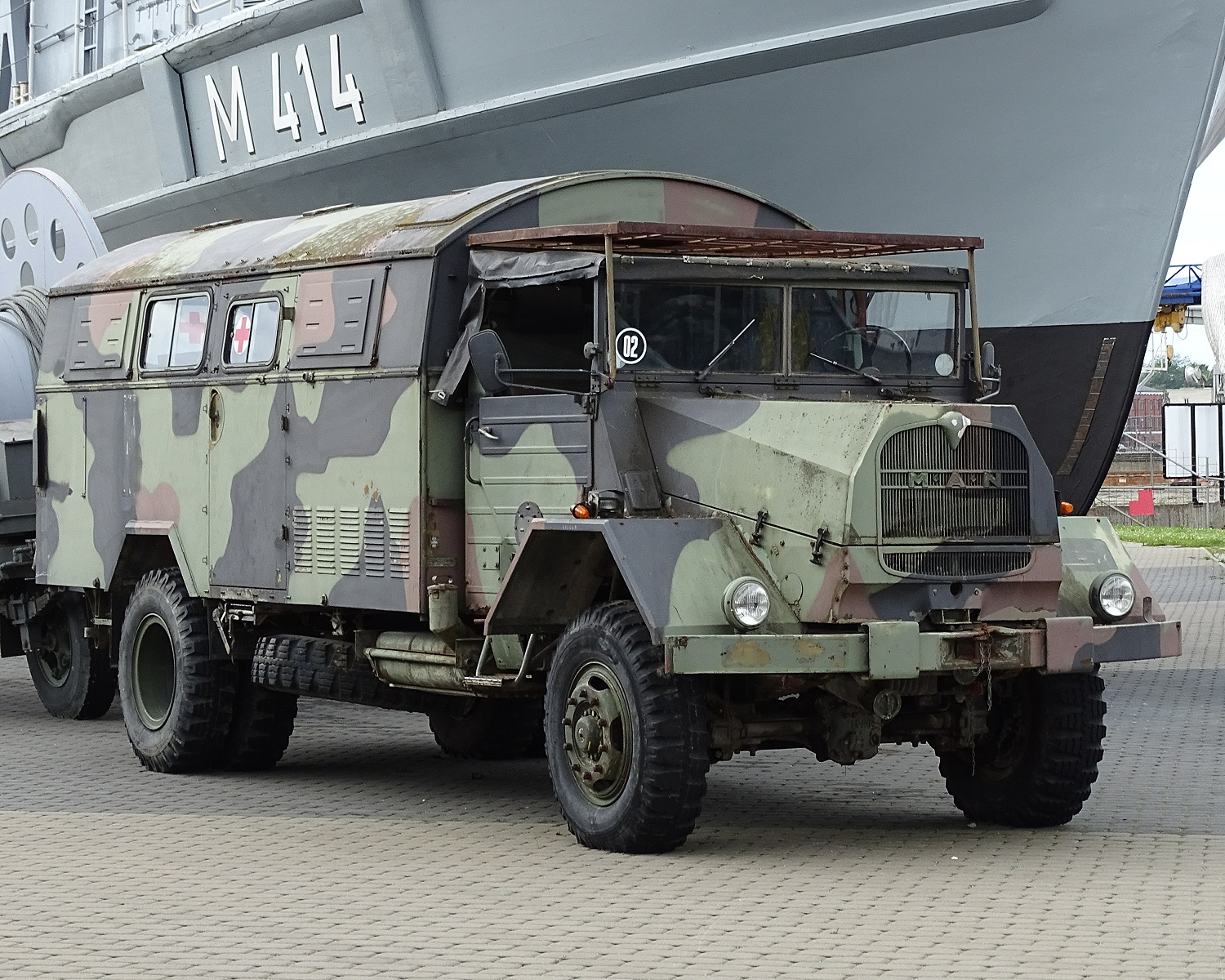
MAN 5-Tonner der Bundeswehr
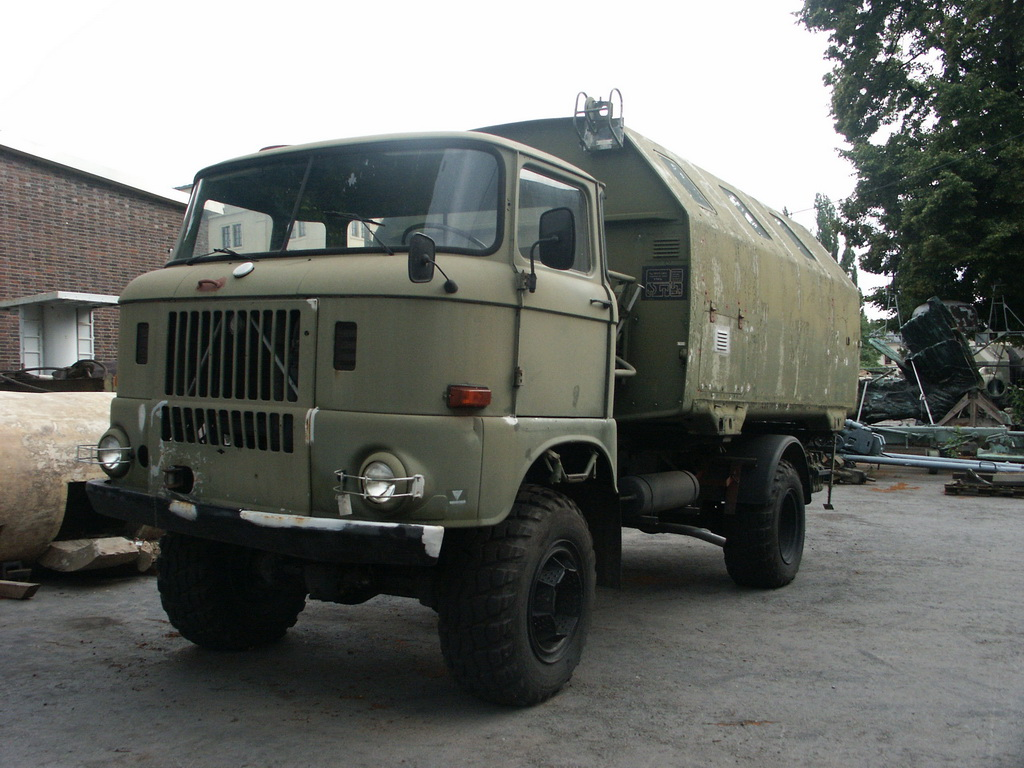
IFA W50LA der NVA

Zu dieser Gruppe gehören auch einige zu Anfang des Ersten Weltkrieges gebaute Panzerspähwagen, die dadurch entstanden, dass man eine Panzerkarosserie auf das Fahrgestell einer schweren Limousine oder eines leichten LKW setzte.

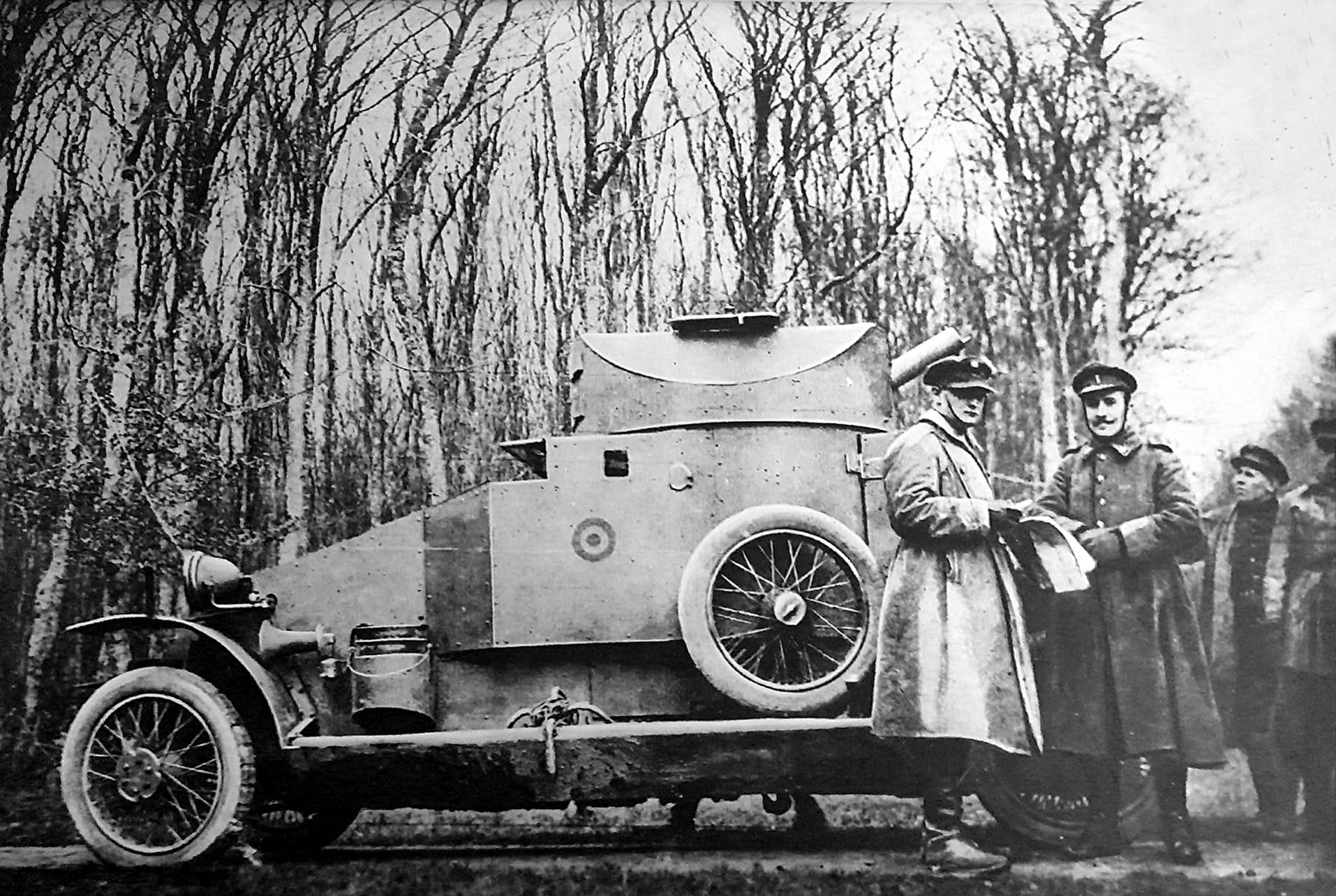
Minerva Panzerspähwagen
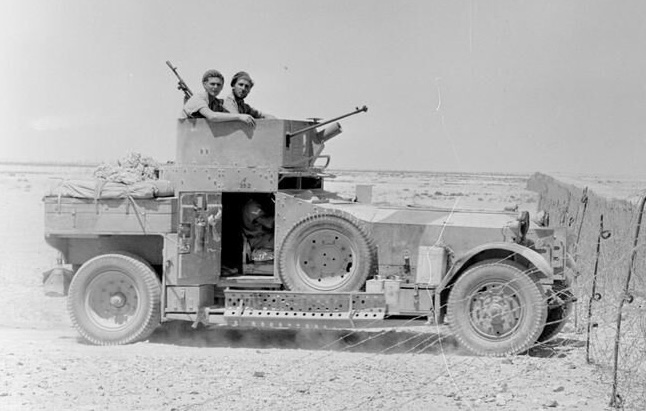
Rolls-Royce Armoured Car
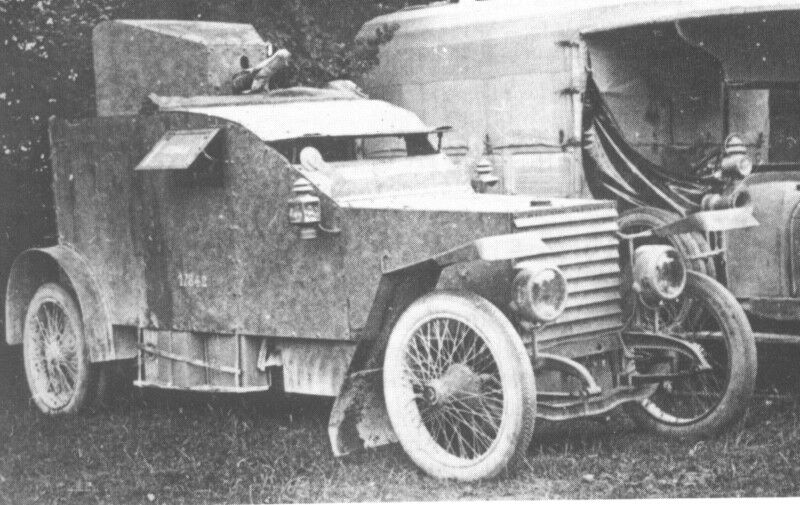
Autoblindé Peugeot 146
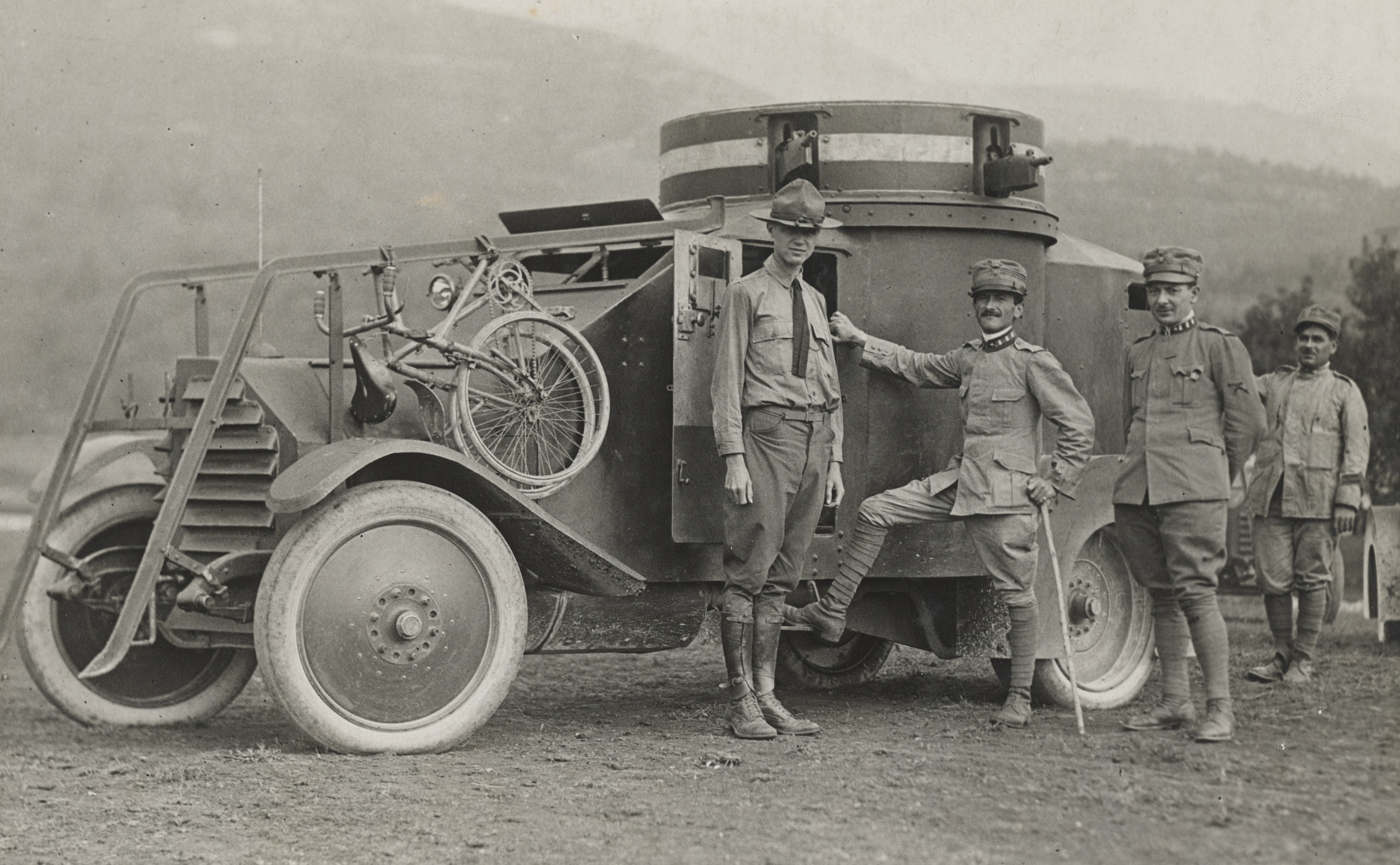
Lancia 1Z Panzerwagen mit mil. Klappfahrrad

#### Dritte Gruppe
Zur dritten Gruppe gehören beispielsweise:
- alle gepanzerten Fahrzeuge (egal, ob Rad- oder Kettenfahrgestell), sofern sie für militärische Zwecke entwickelt wurden (also nicht z. B. gepanzerte Geldtransporter, gepanzerte Sonder-Kfz. der Polizei wie z. B. Wasserwerfer, gepanzerte Limousinen für Politiker),

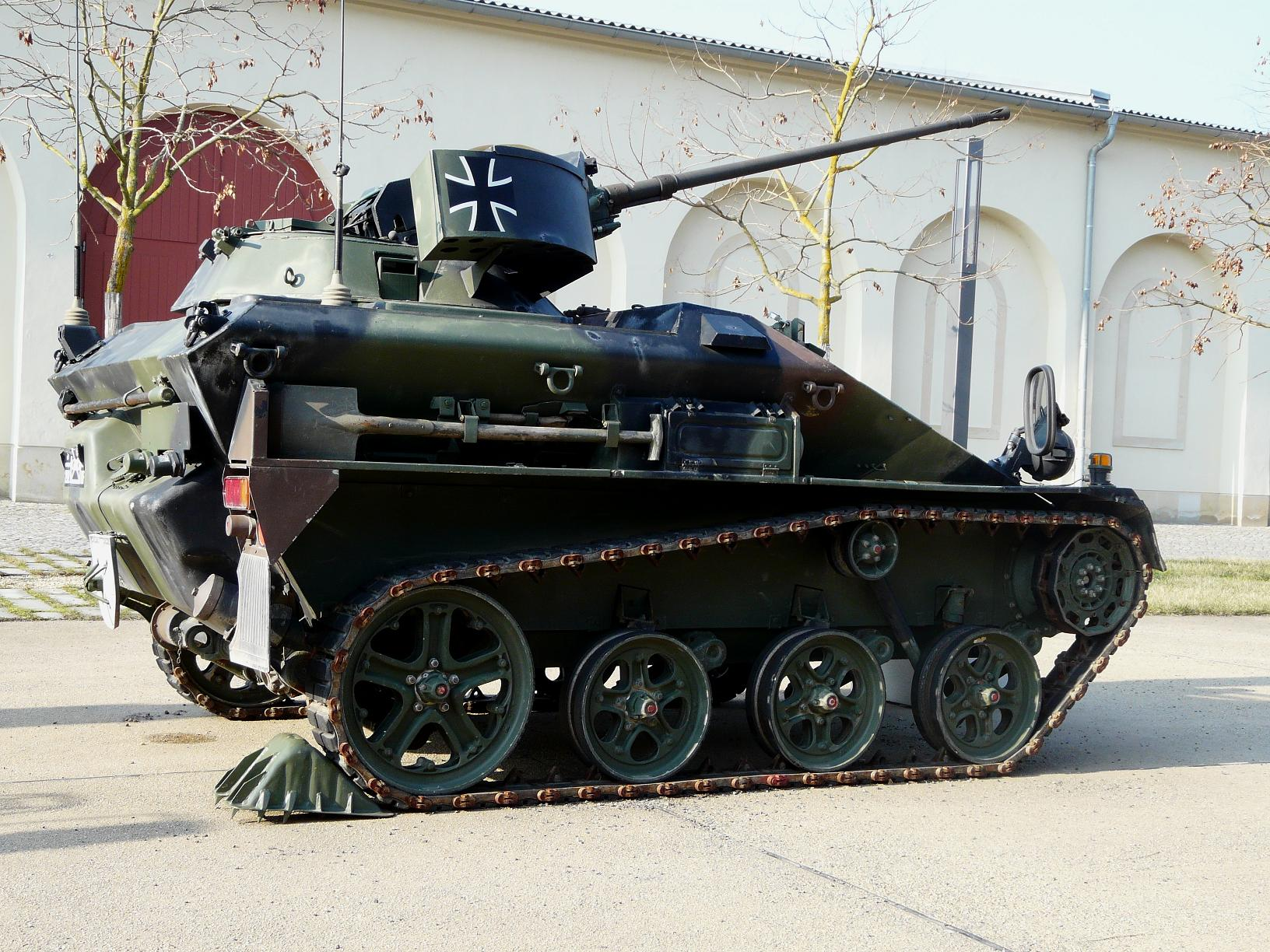
Luftlandepanzer Wiesel
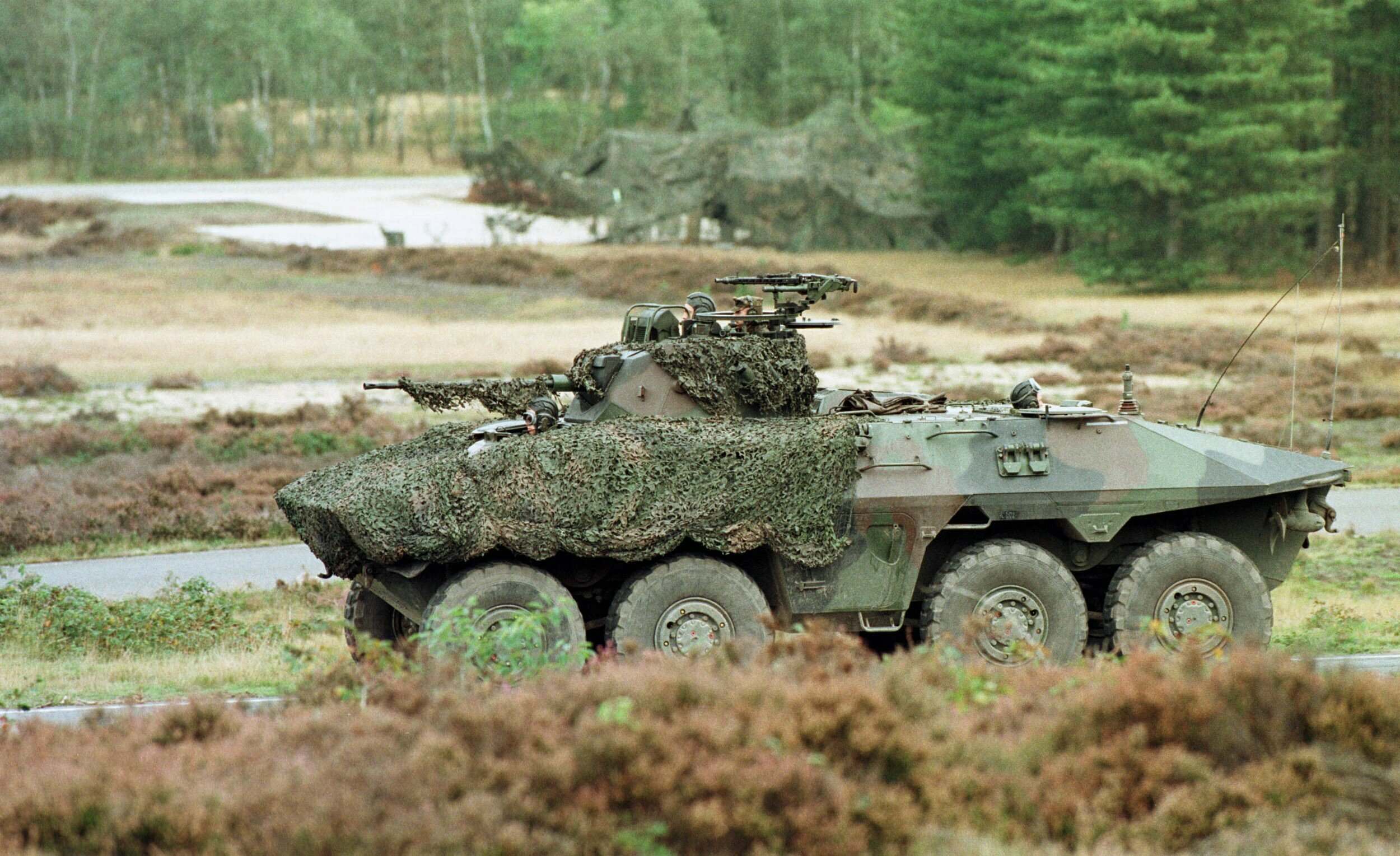
Spähpanzer Luchs
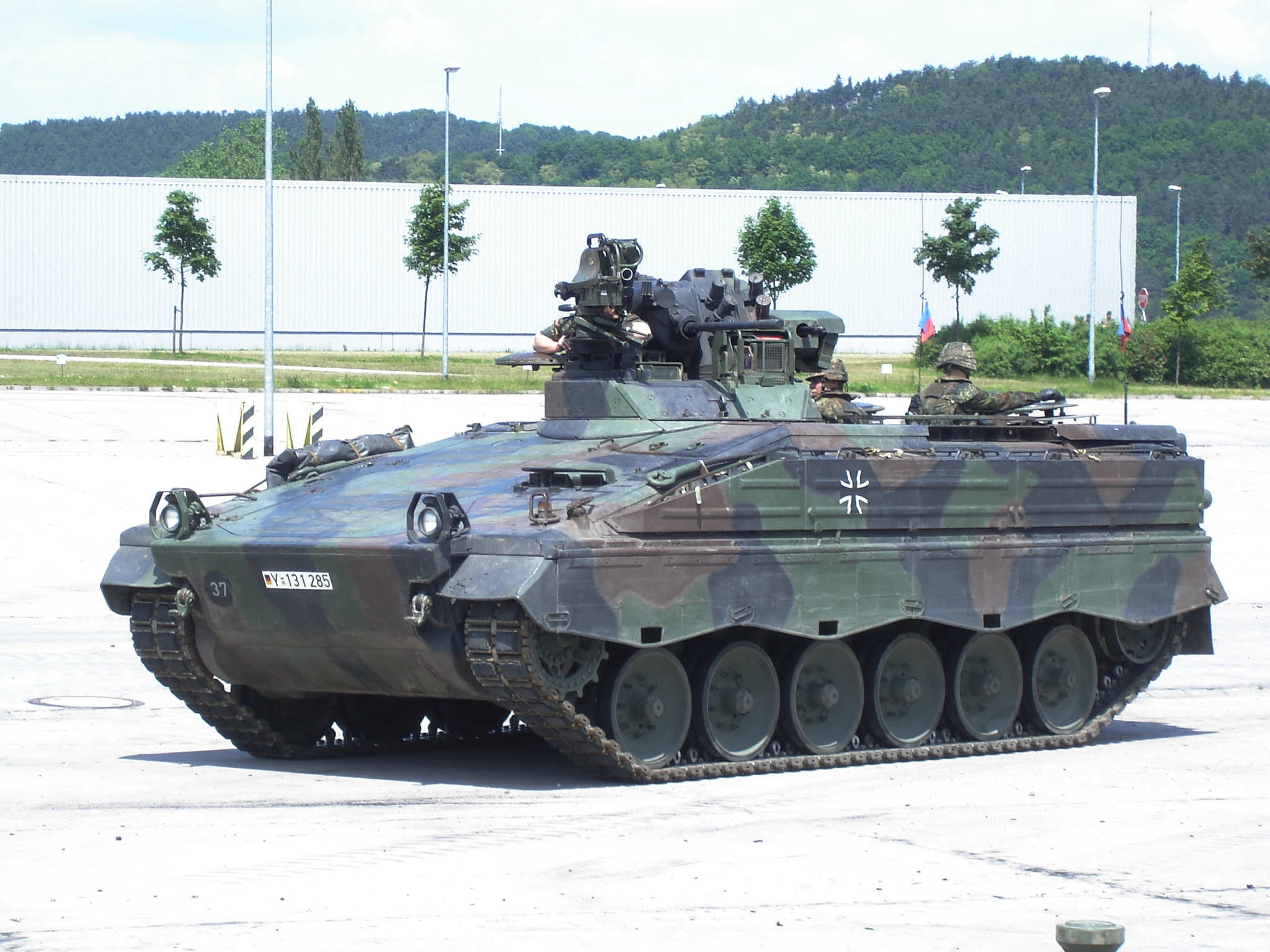
Schützenpanzer Marder 1A3
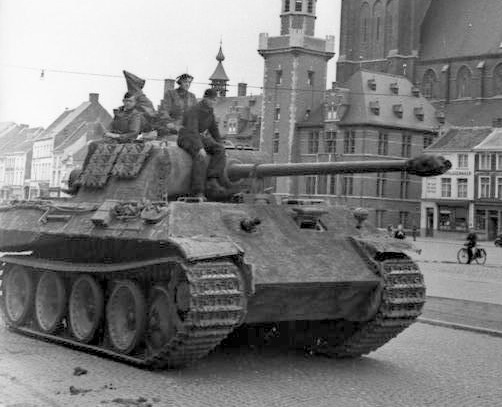
Panzerkampfwagen  V Panther Typ A

- speziell für das Militär entwickelte Zugmaschinen wie z. B.:

- die Halbketten-Zugmaschinen und der Raupenschlepper Ost der Wehrmacht,
- die als High Speed Tractor bezeichneten Vollketten-Zugmaschinen der USA M2, M4, M5, M6,
- die französischen von Laffly entwickelten Fahrzeuge mit 6×6-Antrieb: S 15T, S 20TL, S 25T, S 35T, S 45T,
- die italienischen 4×4-Zugmschinen aus dem Zweiten Weltkrieg wie z. B. Breda TP 32, Pavesi P4-100PC, SPA ZL 37, SPA TM 40,
- die japanischen Vollkettenzugmaschinen aus dem Zweiten Weltkrieg,

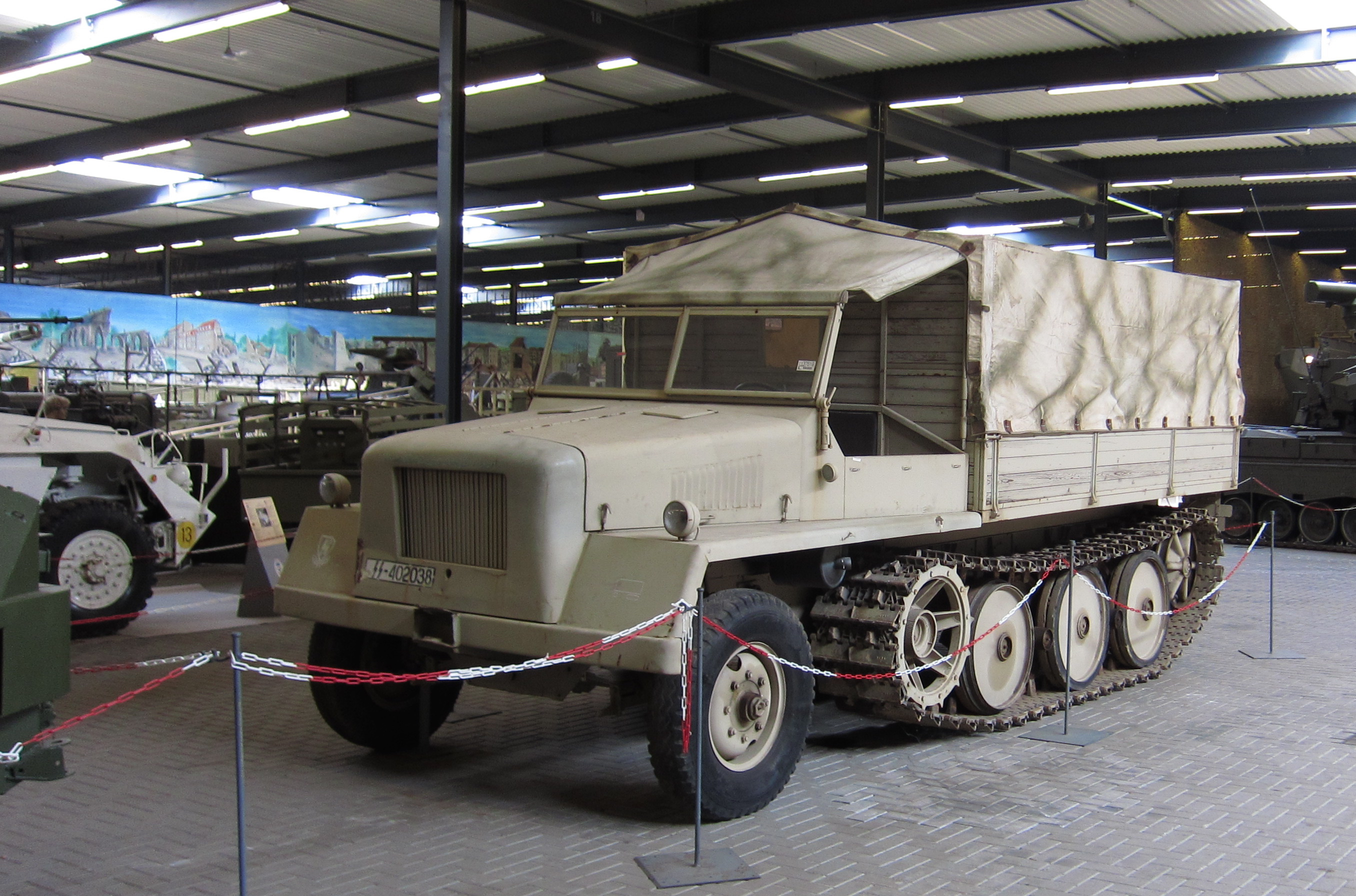
Schwerer Wehrmachtsschlepper
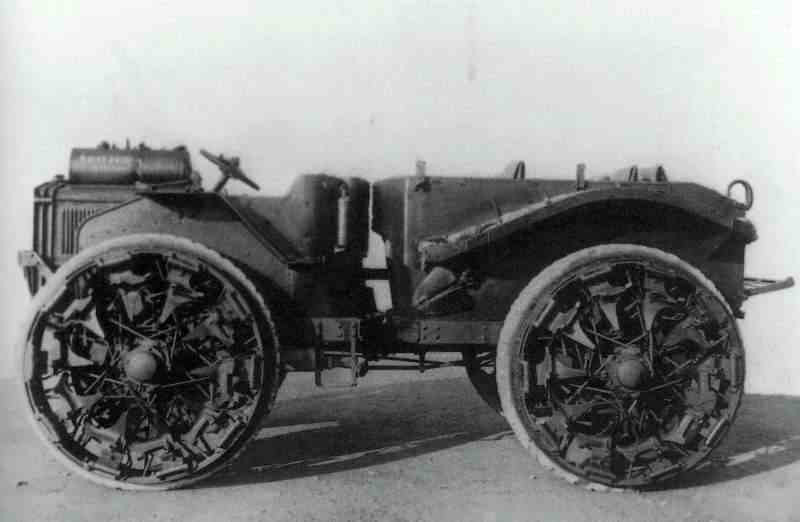
Pavesi P4 mod.26
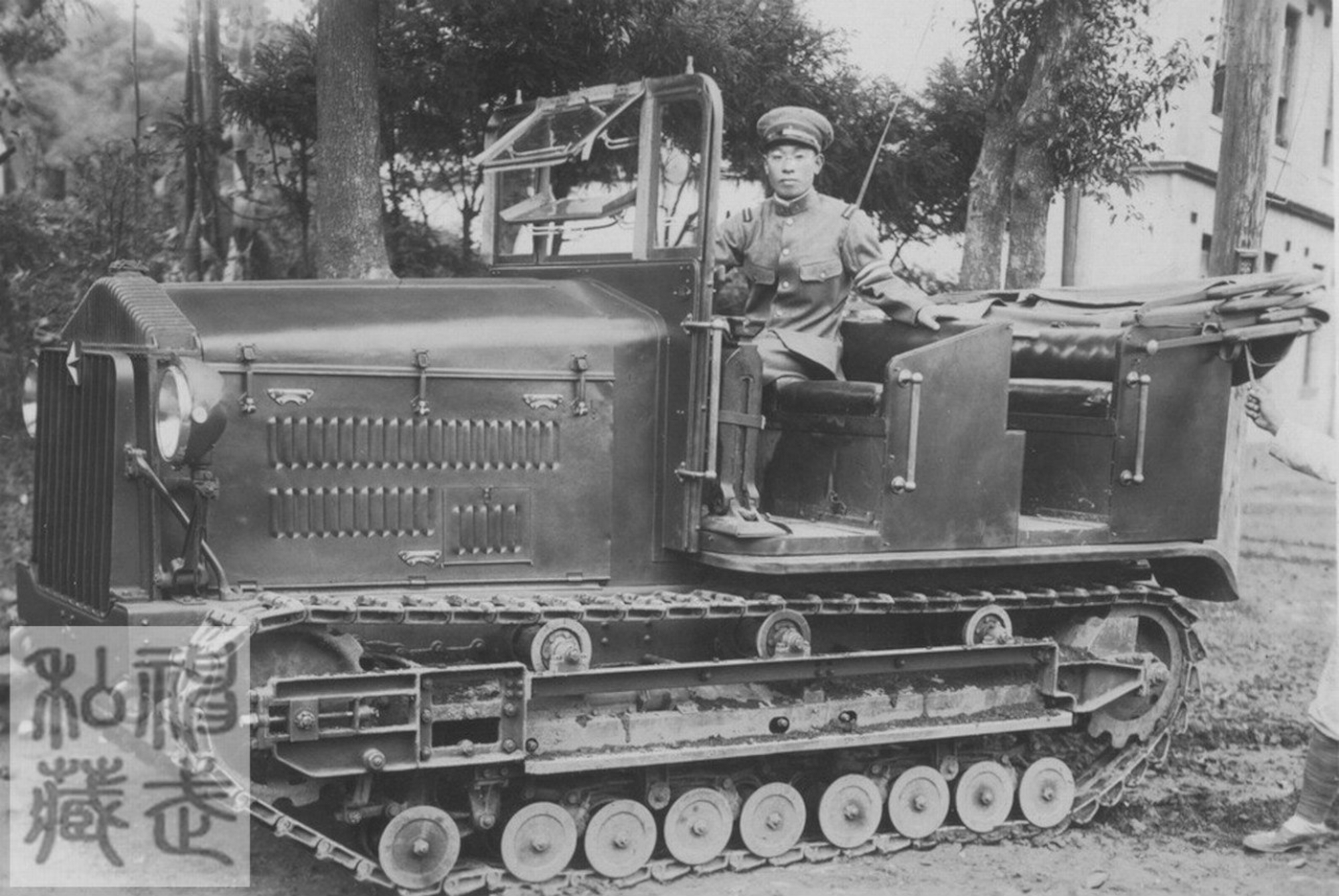
jap. 5-to-Zugmaschine Typ 92
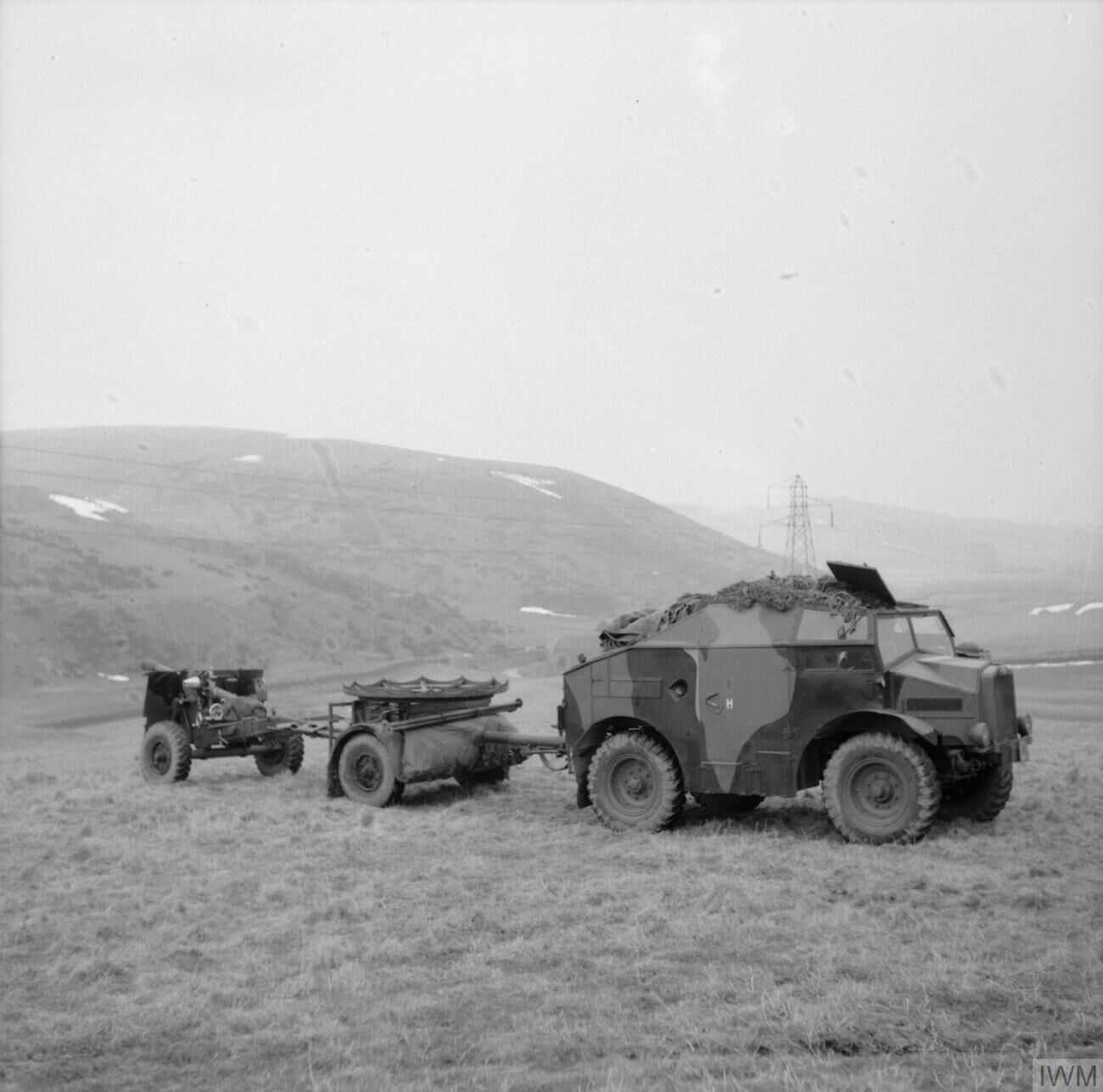
1941: Morris C8 mit 25-Pfünder-Feldgeschütz

- Sehr viele von den USA im Zweiten Weltkrieg gebaute Radfahrzeuge haben speziell für den militärischen Gebrauch geschaffene Fahrgestelle und Aufbauten:

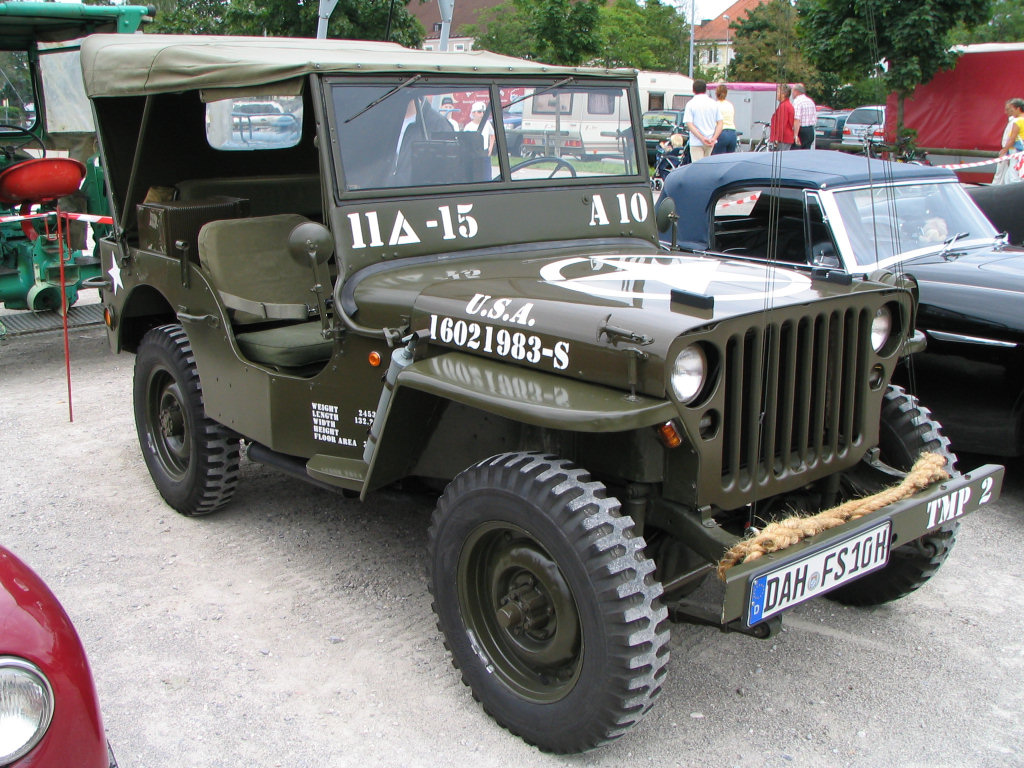
Jeep Willys MB Baujahr 1945
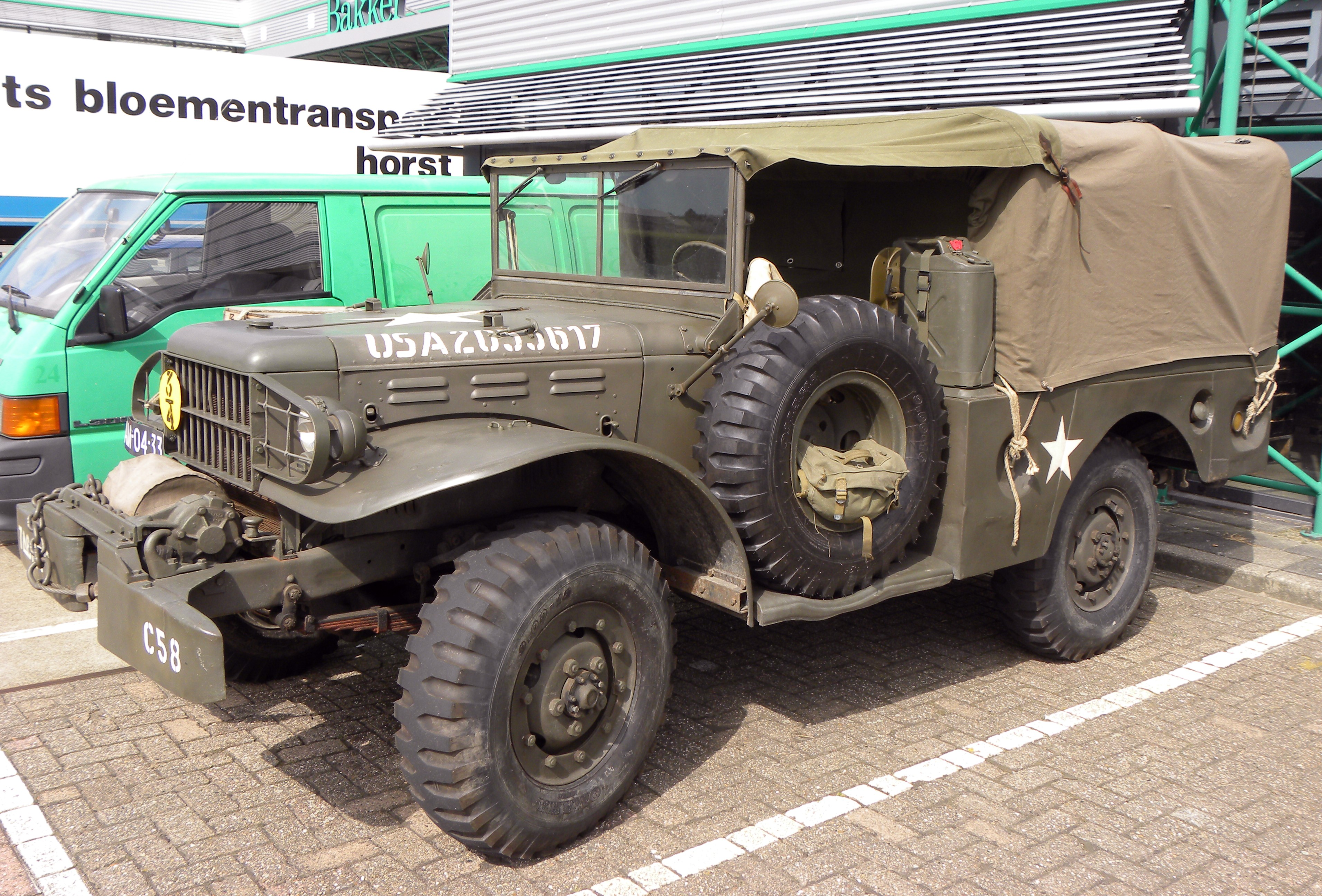
0,75-Tonner Dodge WC52
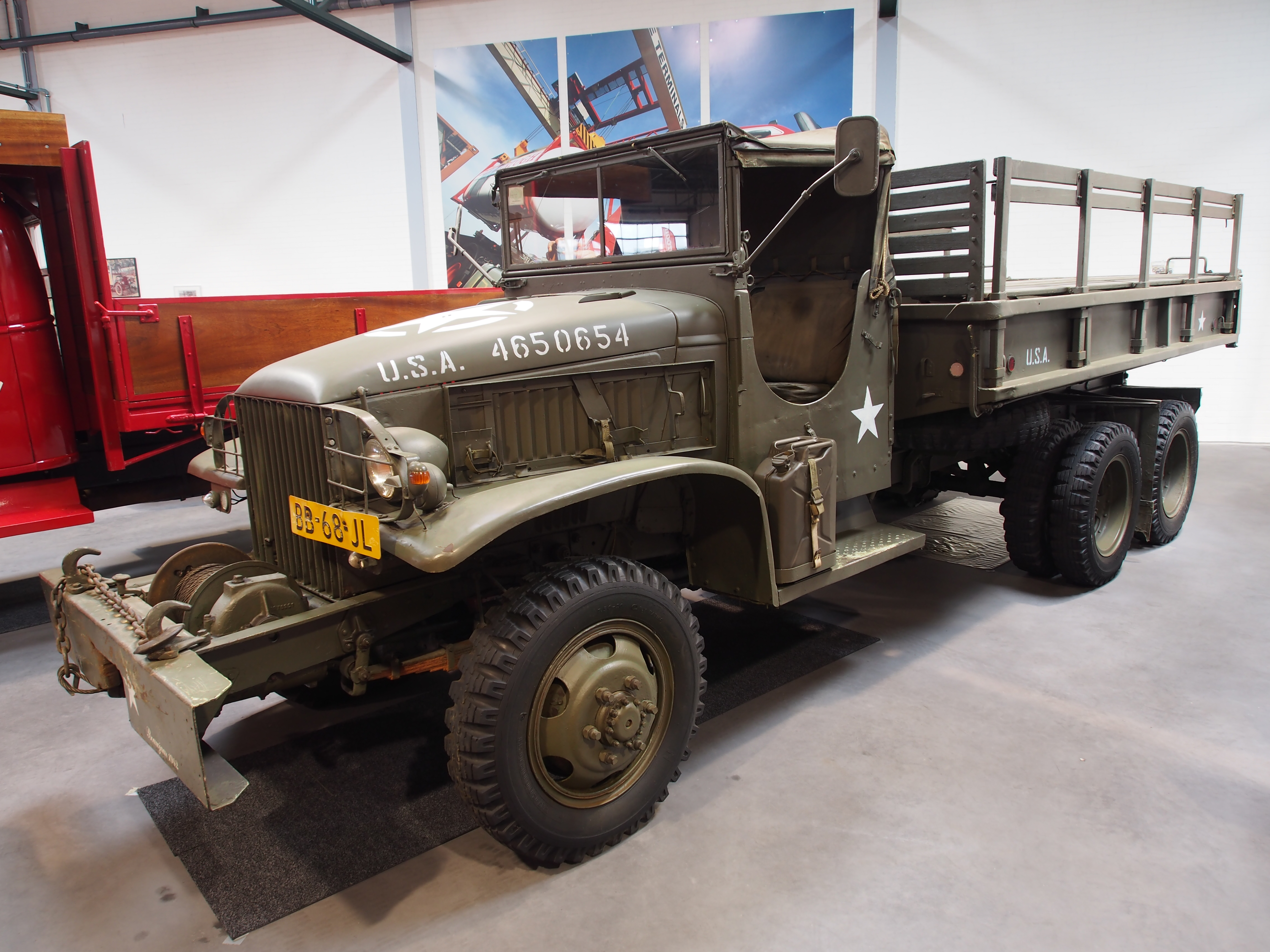
2,5-Tonner GMC CCKW 353
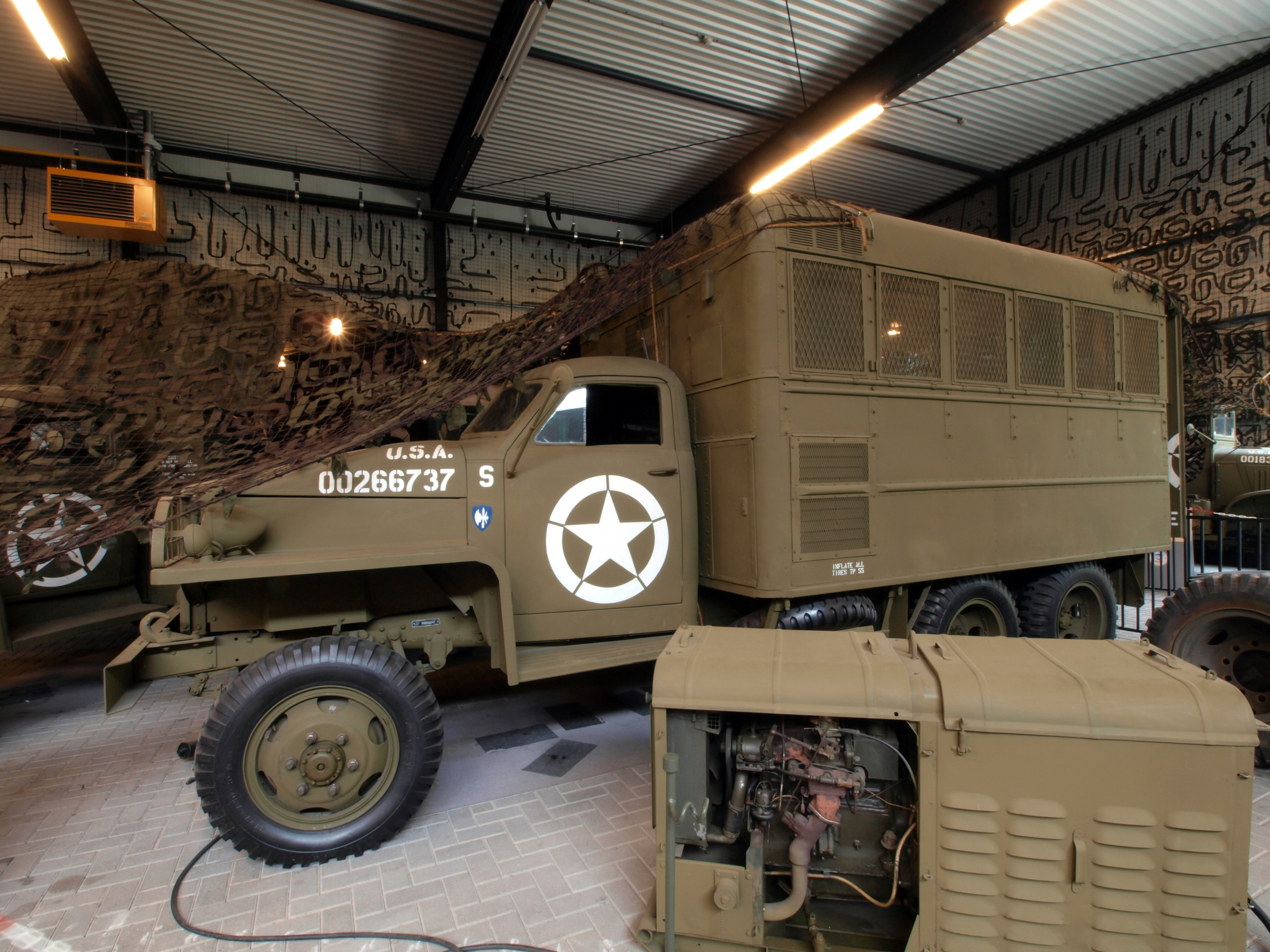
2,5-Tonner Studebaker U6
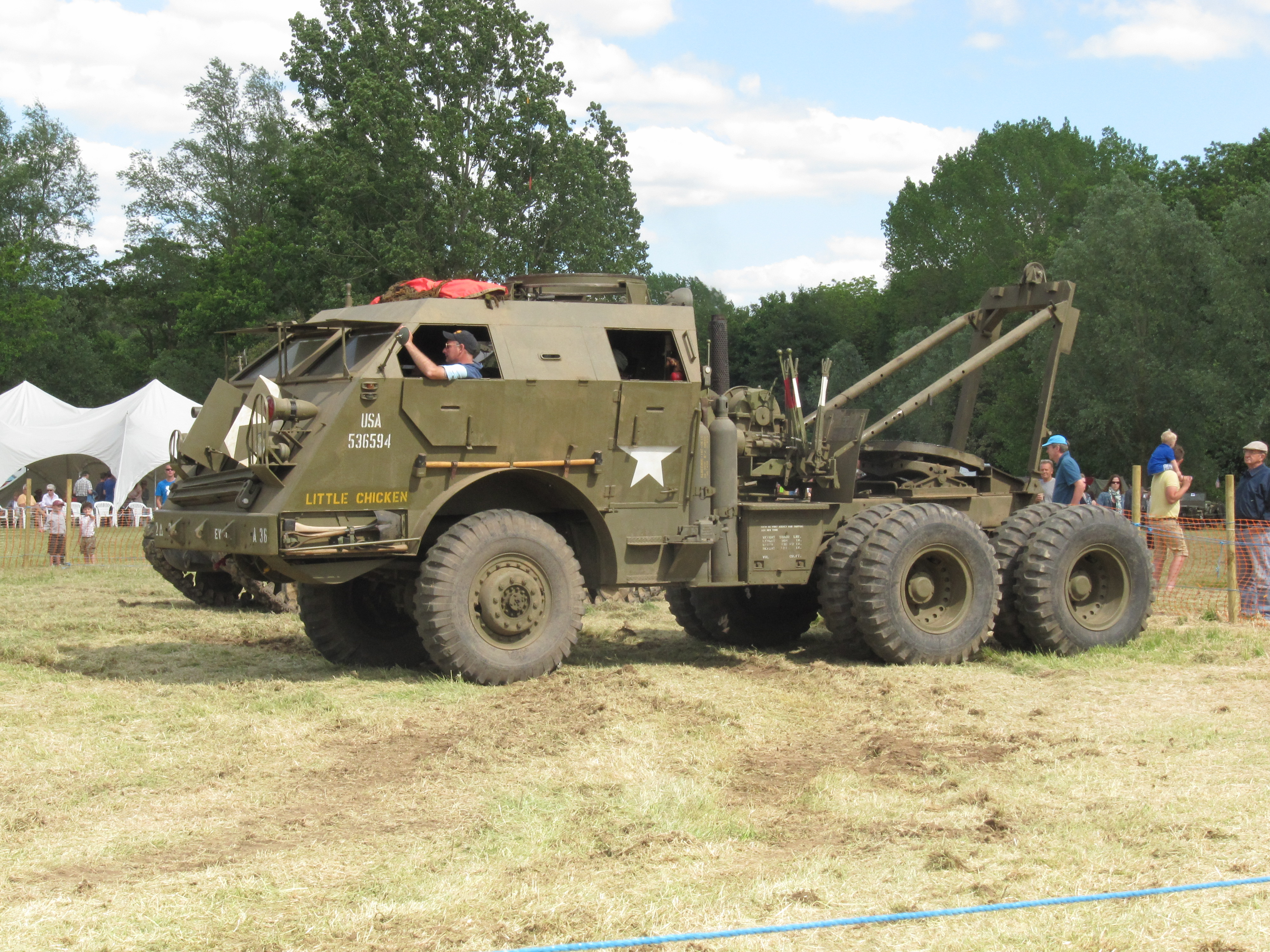
Panzertransporter M26

- die meisten der heute für das Militär gebauten Radfahrzeuge haben speziell entwickelte Fahrgestelle: Dies gilt sowohl für die ab Ende der 1970er Jahre eingeführte „zweite Fahrzeuggeneration“ der Bundeswehr wie auch z. B. den US-amerikanischen Humvee.

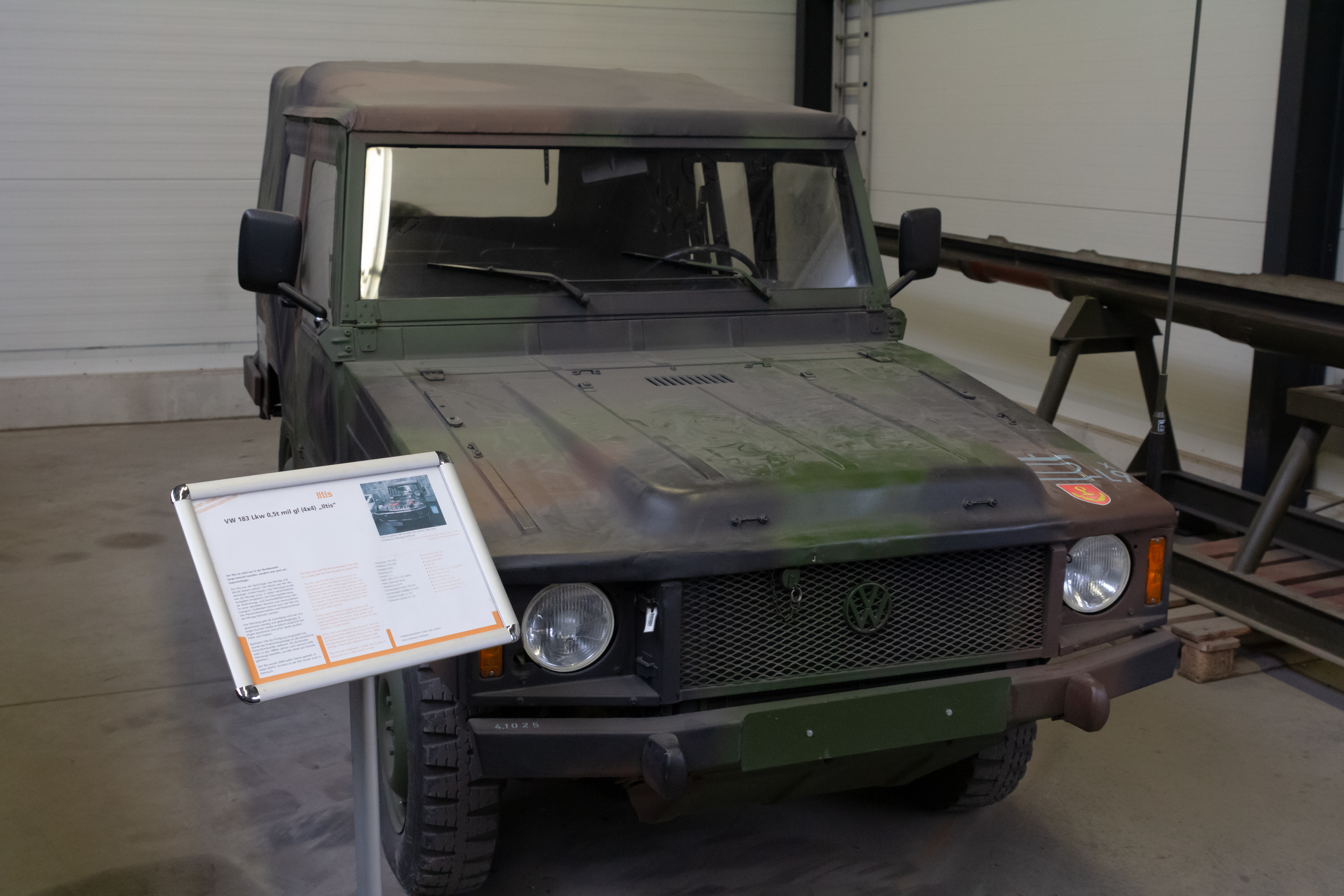
VW Iltis
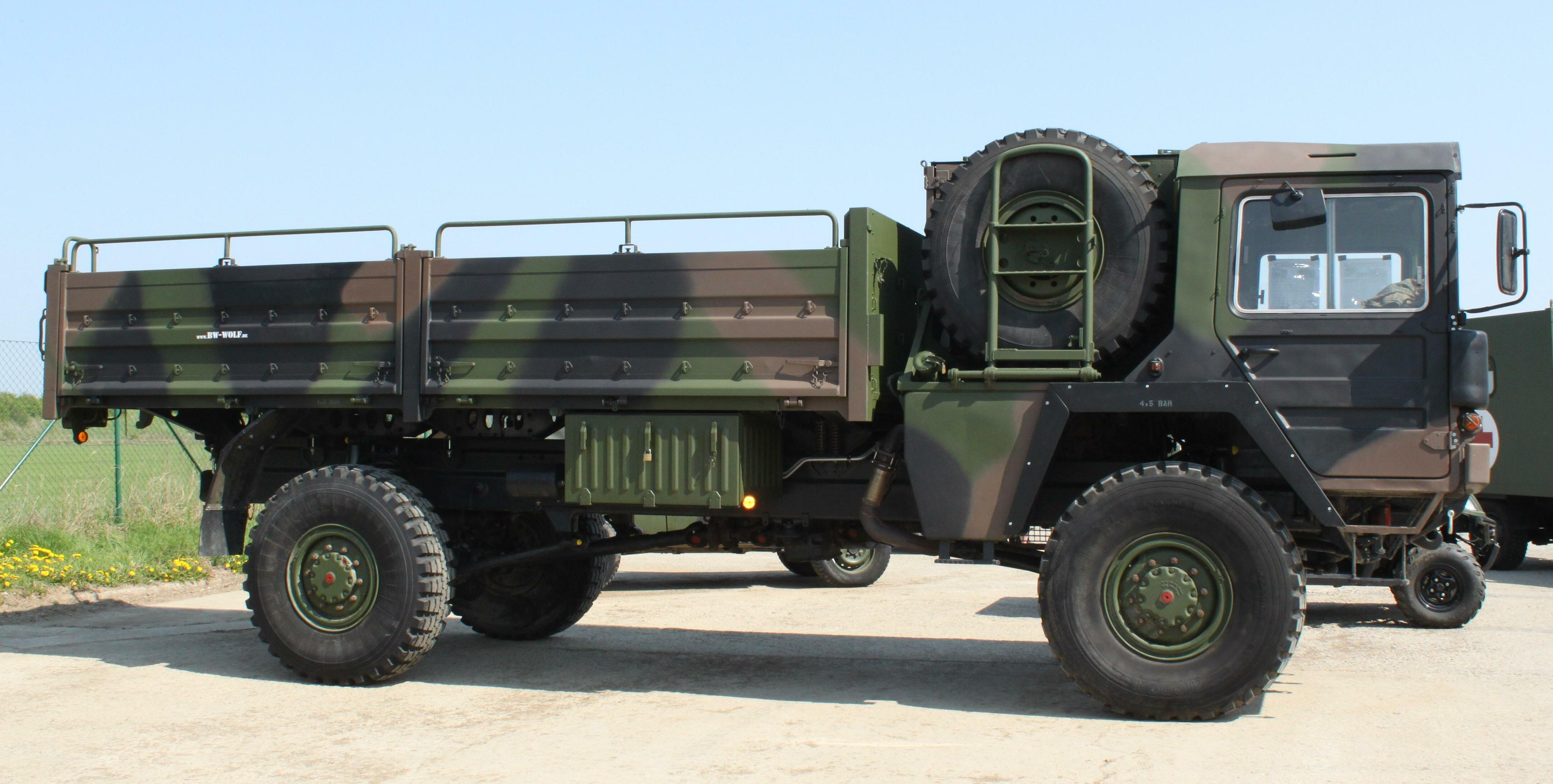
MAN 5-Tonner, 2.Generation
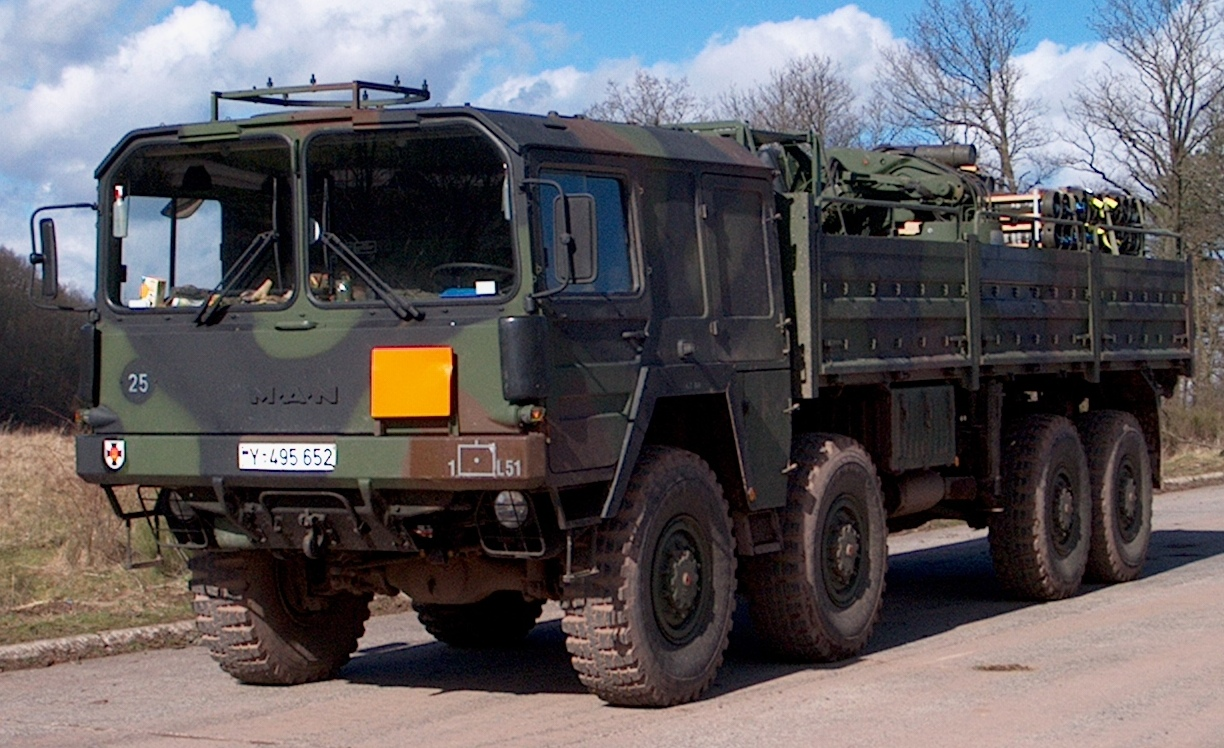
MAN 10-Tonner, 2.Generation
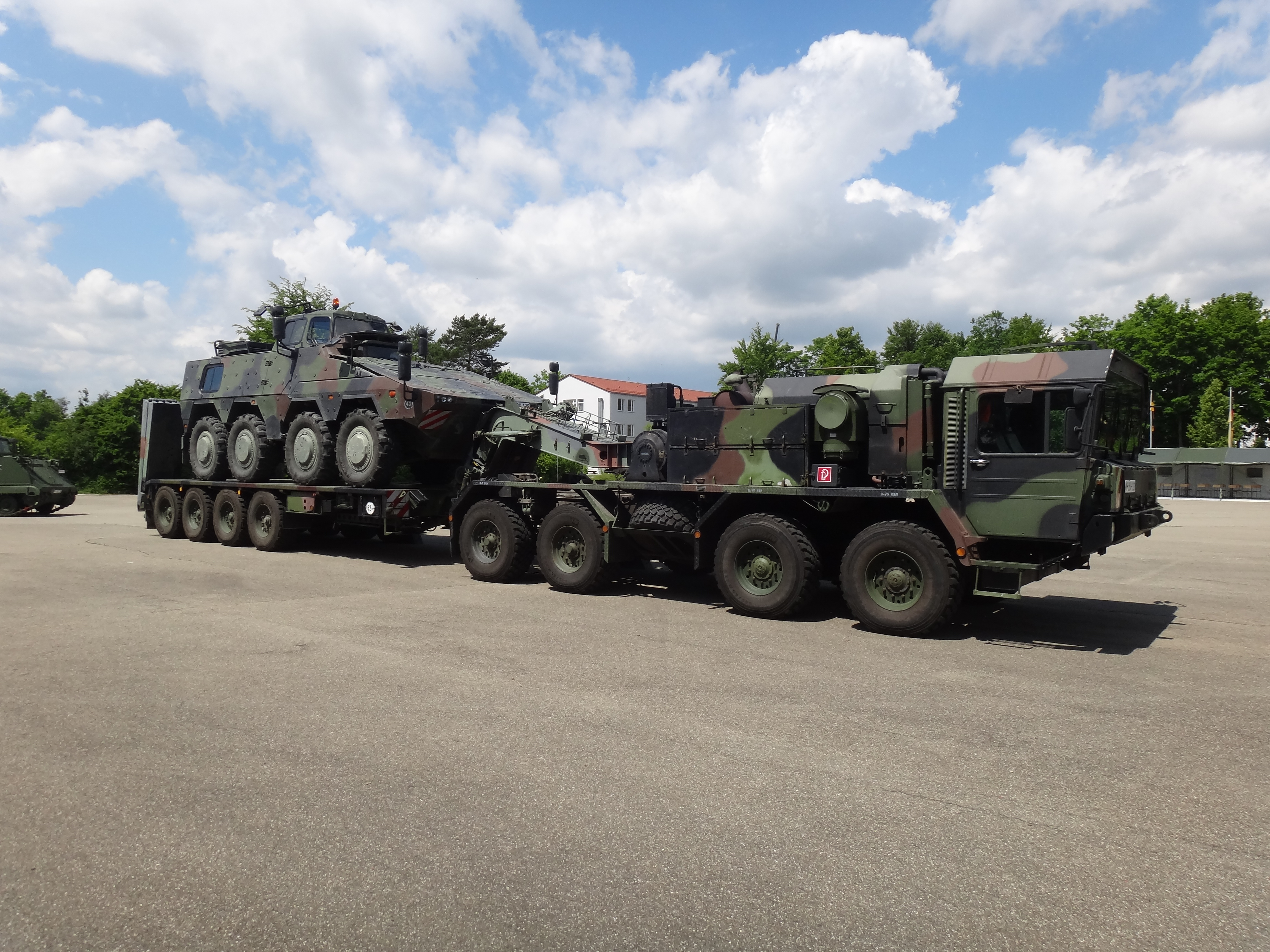
Schwerlasttransporter „Elefant“ mit Fahrschulpanzer „Boxer“

#### Fließende Grenzen
Die Grenzen zwischen den einzelnen Gruppen sind fließend:

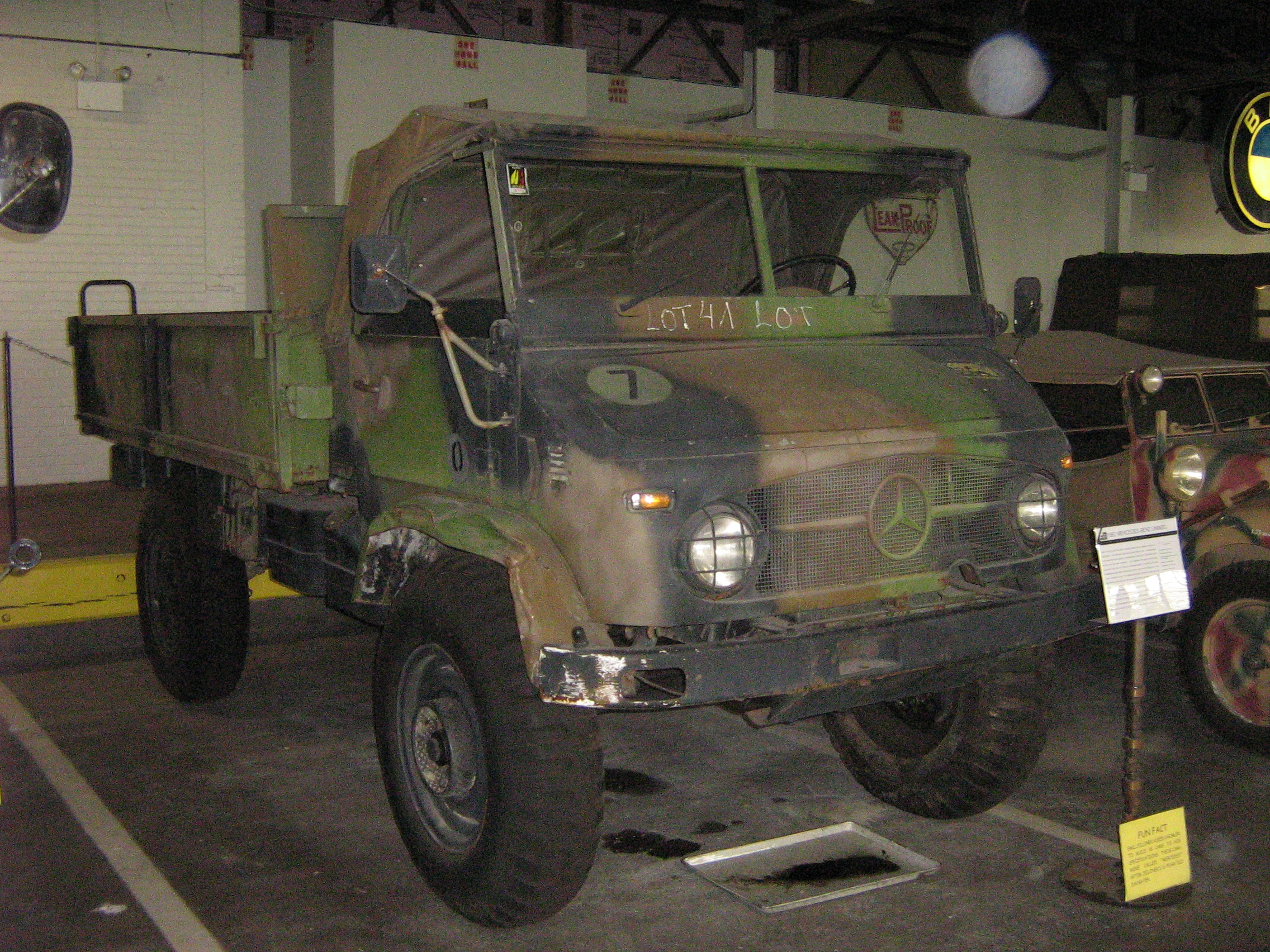
Unimog S

- So wird z. B. der bei der Bundeswehr eingeführte Unimog S üblicherweise der zweiten Gruppe zugeordnet, obwohl sein Fahrgestell eine Sonderkonstruktion ist, die auf eine Ausschreibung der französischen Armee zurückgeht[15].

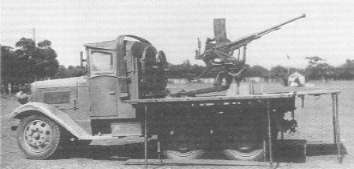
Isuzu Type 94 mit 20mm-Flak

- Einen Serien-Lkw mit aufgesetzter Fliegerabwehrwaffe kann man als Fahrzeug der Gruppe 2 ansehen (handelsübliches Fahrgestell, militärischer Aufbau), ebenso aber auch als solches der Gruppe 1, da die Waffe häufig nur mit wenigen Bolzen oder Schrauben befestigt und daher jederzeit lösbar ist. Danach handelte es sich also je nach Definition gar nicht um einen „Aufbau“, sondern allenfalls um ein jederzeit leicht entfernbares Zusatzgerät.

## Sonstige Militärfahrzeuge
Neben den oben beschriebenen Kraftfahrzeugen gibt und gab es weitere Militärfahrzeuge, die unter den bisher behandelten nicht oder schlecht subsumiert werden können und daher gesondert zu erwähnen sind:
- Bespannfahrzeuge
- Fahrräder
- schienengebundene Fahrzeuge
- Schlitten

Sofern sie vom Militär genutzt wurden oder werden, können sie aber alle nach den eingangs erwähnten drei Kriterien klassifiziert werden.

### Bespannfahrzeuge

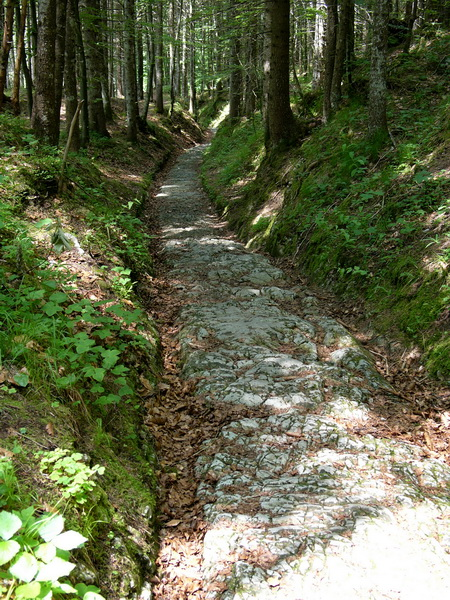
Römerstraße bei Klais, man beachte die Spurrillen

#### Altertum
Mit Erfindung des Rades kam auch die Idee auf, dieses im Rahmen kriegerischer Auseinandersetzungen zu nutzen.
Bekanntes Beispiel sind hier die seit dem zweiten Jahrtausend v. Chr. nachweisbaren Streitwagen.
Zumindest noch die Römer verlasteten ihr Gepäck und Gerät auf Maultieren: Zwar waren sie hervorragende Straßenbauer, aber diese Straßen mussten erst gebaut werden, nachdem die Truppen das Land besetzt hatten, bis dahin schloss die Wegearmut die Nutzung von Bespannfahrzeugen zum Lastentransport aus. Klar ist lediglich, dass im Altertum bereits (wie auch in den Folgezeiten) die Spur aller Fahrzeuge genormt sein musste - anders hätten sich z. B. die heute noch in der Römerstraße bei Klais sichtbaren Spurrillen nicht bilden können.

#### Mittelalter und frühe Neuzeit
Sicher sind spätestens ab dem Mittelalter im Rahmen der Kriegsführung zweirädrige Karren oder vierrädrige Wagen benutzt worden - die Wagenburgen z. B. der Hussitenkriege bedingen es. Indessen war das Fuhrwesen, auch Tross genannt, bis in die Neuzeit nicht Teil der kämpfenden Truppe und gehörte daher nicht zum Militär: Zum Transport wurden Fahrzeuge aller Art einschließlich Bespannung irgendwo requiriert und die Fahrer zwangsverpflichtet, ebenso zivile Fuhrunternehmer und Marketender aufgrund von Verträgen angeheuert. In etlichen Territorien (z. B. in Brandenburg) bestand eine Verpflichtung der Bauern, im Kriegsfall sich, ihre Fahrzeuge und Zugtiere für den Heeresdienst zur Verfügung zu stellen (servitium curruum). Die Folge war, dass das solcherart beigetriebene Material von sehr uneinheitlichen Maßen und Güte war, ihm fehlte die sonst für das Militär übliche Einheitlichkeit.

#### 18. Jahrhundert
Als einer der ersten brachte der österreichische Feldmarschall Fürst Wenzel von Liechtenstein, seit 1744 Generaldirektor der österreichischen Artillerie, eine gewisse Standardisierung in das Artilleriematerial des österreichischen Heeres: Dies betraf in erster Linie die Kaliber der Geschütze, die Passgenauigkeit zwischen Rohr und Geschoss, daneben aber auch die Einheitlichkeit von Lafetten, Achsen, Rädern der einzelnen Geschütze, der Protzen, der Munitions- und Schmiedewagen, um eine wechselseitige Austauschbarkeit möglichst vieler Teile zu ermöglichen. Die Spur der Artilleriefahrzeuge wurde im Jahr 1767 einheitlich auf 43 österreichische Zoll (rund 113 cm) festgelegt.

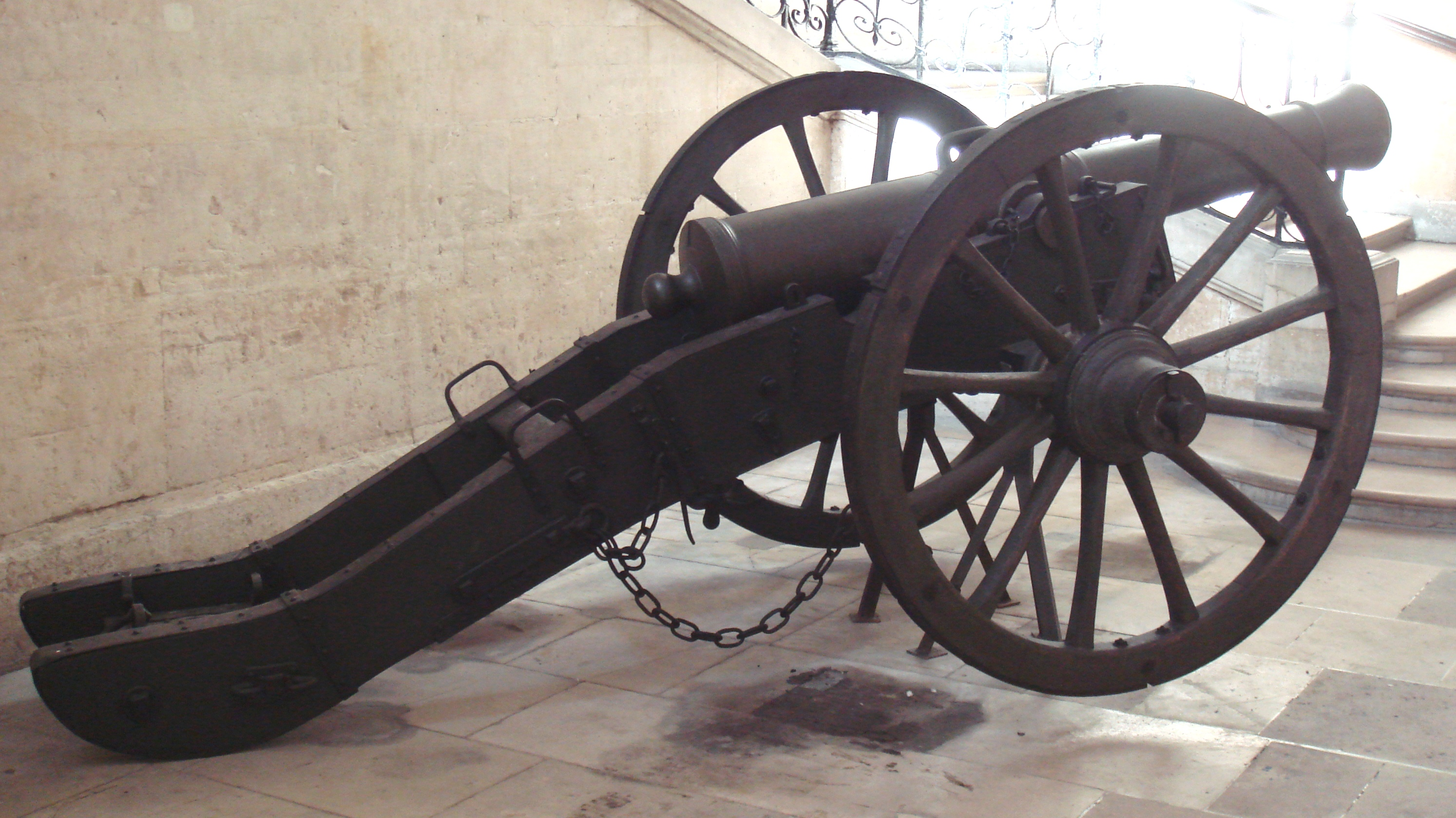
Gribeauval 12-Pfünder

Ihnen folgten der preußische General Karl Wilhelm von Dieskau und der französische General Jean-Baptiste Vaquette de Gribeauval (letzterer ein „Jünger“ Liechtensteins) nach dem Ende des Siebenjährigen Krieges in den 1760er und 1770er Jahren nach. Ab dieser Zeit kann man daher, was die Artillerie angeht, zumindest bei den europäischen Mächten Österreich, Frankreich und Preußen erstmalig von Militärfahrzeugen sprechen, die, in das Heer eingegliedert, von Soldaten bedient und von einer größtmöglichen Einheitlichkeit waren. Die anderen kleineren Mächte folgten in ihrer Ausstattung bald nach.
Die Heere hatten bislang vielfach aus dem Lande gelebt, das sie durchzogen, daher war Nachschub an Lebensmitteln und Futter kaum erforderlich. Der Dreißigjährige Krieg hatte gelehrt, dass die ortsansässige Bevölkerung zur Ernährung der durchziehenden Truppen nicht mehr in der Lage war, was infolge der damit verbundenen Hungersnöte und Mangelernährung zu enormen Bevölkerungsverlusten geführt hatte. Infolgedessen bemühten sich in der Folgezeit alle Mächte, durch Anlegen von Magazinen Nahrungsvorräte für Kriegs- und Notzeiten zu sammeln. Gleichzeitig benötigte man Fuhrwerk, mit dem man den Proviant von den Magazinen zu den im Felde stehenden Truppen brachte. Dieses Fuhrwerk (Backofenwagen, Proviantwagen, auch zweirädrige Karren) wurde in Depots vorrätig gehalten, die Bespannung und Fuhrknechte im Kriegsfall requiriert bzw. eingezogen. Allerdings ist aus dem Schrifttum nicht ersichtlich, inwieweit für diese Fahrzeuge eine einheitliche Konstruktion vorgeschrieben war oder ob jedes Magazin und jeder Wagenbauer die Fahrzeuge nach seinem Gutdünken anfertigen konnte.

#### 19. Jahrhundert
Die Ausstattung anderer Waffengattungen mit einheitlichen Fahrzeugen wie auch Schaffung einer Truppe speziell für Nachschubaufgaben (Train) ist eine Entwicklung, die im 19. Jahrhundert stattfand. Traditionell erfolgte die Herstellung von Heeresfahrzeugen aller Art nach wie vor in den Artilleriewerkstätten, bei besonderem Bedarf wurden auch Aufträge an private Firmen vergeben.
In den Einigungskriegen hatte in Preußen die Ausstattung mit Fahrzeugen einen einheitlichen Standard erreicht:
Jeder Stab ab Brigade abwärts (Brigade, Regiment, Bataillon) hatte eine zweispännig gefahrenen Stabspackwagen;
jede Kompanie / Batterie / Eskadron einen Pack- und einen Lebensmittelwagen, jeweils zweispännig gefahrene Planwagen;
jedes Bataillon bzw. Abteilung einen zweispännig gefahrenen Sanitätswagen.
Jede Infanterie-Kompanie hatte darüber hinaus einen zweispännig gefahrenen Patronenwagen, bestehend aus einem Vorder- und einem Hinterwagen, damit das Fahrzeug der Infanterie in jedem Gelände folgen und die Patronen möglichst nahe an die im Gefecht stehende Truppe heranbringen konnte.
Berittene und bespannte Formationen hatten pro Eskadron / Batterie / Kolonne einen Futterwagen.
Jedes Armeekorps hatte 5 Artillerie- und 4 Infanterie-Munitionskolonnen und eine Ponton-Kolonne.
Das jedem Armeekorps im Frieden unterstehende Train-Bataillon bildete aus seinen im Train-Depot vorhandenen Material und ggfs. requirierten Fahrzeugen 3 Sanitäts-Kompanien, 12 Feldlazarette, 5 Proviant-Kolonnen, eine Feldbäckerei-Kolonne, ein Pferde-Depot und ein Lazarett-Reserve-Depot.

#### Bis zum Zweiten Weltkrieg

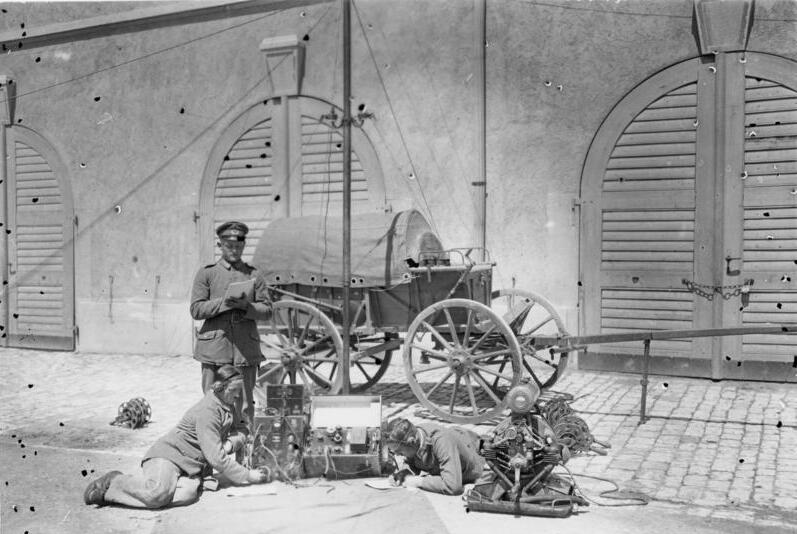
Heeresfeldwagen c/95 als Fahrzeug der Nachrichtentruppe im Ersten Weltkrieg

In der Zeit nach 1871 wurde versucht, das Leergewicht der bislang verwendeten Fahrzeuge zu vermindern, ohne dass gleichzeitig die Stabilität leiden sollte. So entstanden in der Folgezeit neue Fahrzeuge, die im deutschen Heer zur Einführung gelangten. Ihre Herstellung erfolgte nach vorgegebenen Plänen und Mustern teils in Fabriken in Privatbesitz, teils auch in den staatlichen Artilleriewerkstätten. Sie wurden im Frieden bei der Truppe selbst aufbewahrt, die ihrer für die Mobilmachung bedurfte, für den Train in den jeweiligen Traindepots. Diese Fahrzeuge bewährten sich so gut, dass sie – um einige weitere Typen ergänzt – auch noch im Zweiten Weltkrieg Verwendung fanden. Es wird daher auf die Liste von bespannten Fahrzeugen der Wehrmacht verwiesen.
Daneben gab es in allen Kriegen, insbesondere auch im Ersten und im Zweiten Weltkrieg meist requirierte Bespannfahrzeuge, die anstelle der Militärtypen Verwendung fanden. Beim Train wurden sie im Ersten Weltkrieg in Fuhrpark-Kolonnen zusammengefasst. Jedes Armeekorps hatte 7 Fuhrparkkolonnen, jedes Reservekorps im Schnitt sechs, weitere Fuhrparkkolonnen gab es in der Etappe.

#### Nach dem Zweiten Weltkrieg
Spätestens in den 1950er Jahren verschwanden die Bespannfahrzeuge aus den Arsenalen aller Armeen und wurden durch Kraftfahrzeuge ersetzt.

### Fahrräder
Erst nach Erfindung des Niederrades, also um die Wende zum 20. Jahrhundert, fand das Fahrrad Eingang beim Militär.
Verwendet wurden sowohl speziell nach Wünschen des jeweiligen Militärs der einzelnen Staaten konstruierte Militärfahrräder wie auch requirierte zivile Fahrräder.

### Schienengebundene Fahrzeuge
Soweit das rollende Material betroffen ist, verwendete das Militär die von der jeweiligen Verwaltung der Bahnstrecke verwendeten Lokomotiven und Waggons.
Daneben gab es speziell für militärische Zwecke entwickelte Sonderfahrzeuge wie z. B. Panzerzüge, Eisenbahngeschütze mit zugehörigen Spezialwaggons, ferner Spezialwaggons zum Verladen von Panzerfahrzeugen. Der Streckenüberwachung dienten militärische genutzte Eisenbahn-Draisinen (auch mit Panzerung).

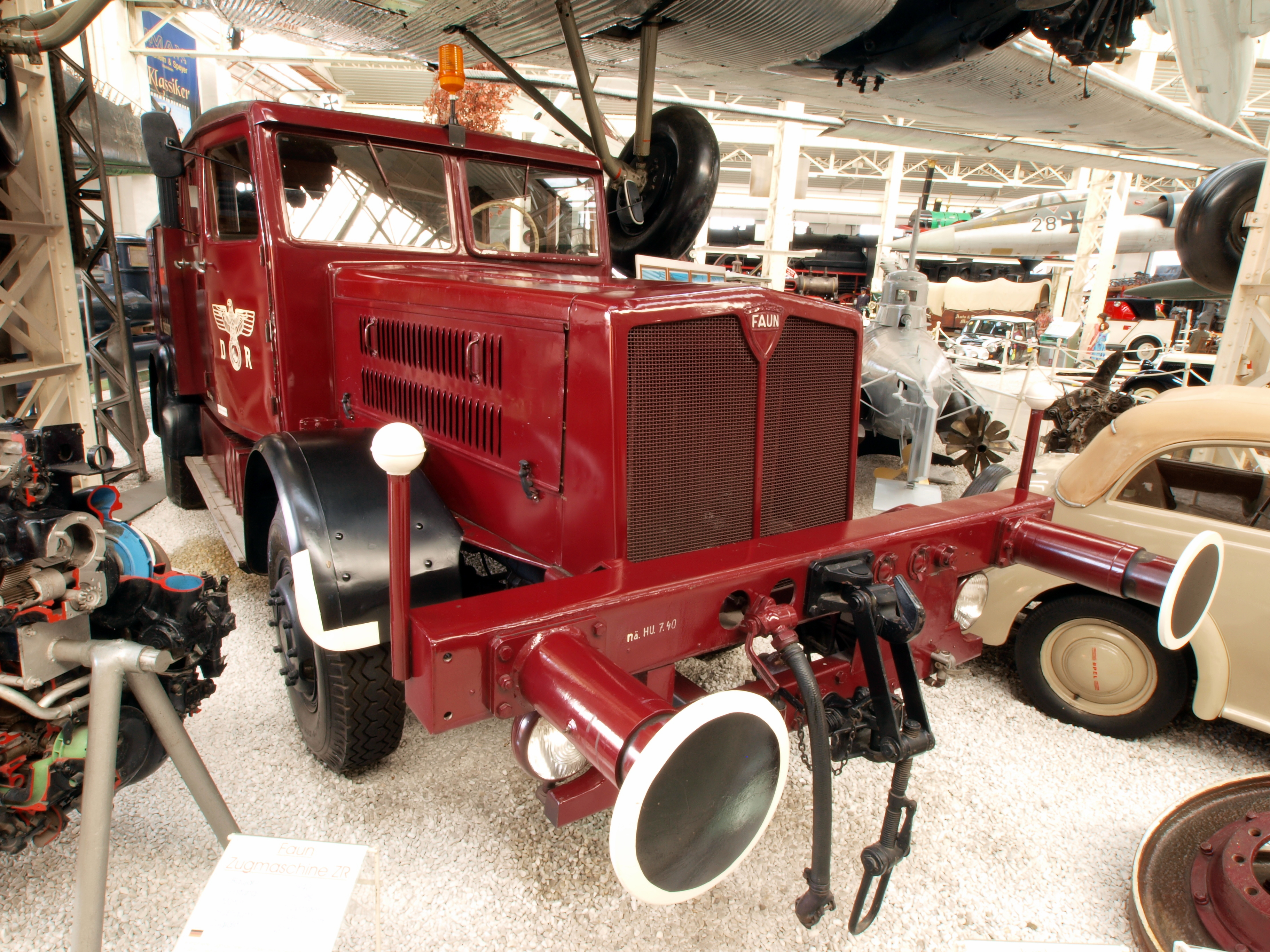
Faun ZR Zugmaschine für Schienen- und Straßenverkehr, 1940

Besonders bei den Eisenbahntruppen gab es sogenannte Hybrid- oder Zweiwegefahrzeuge, also Kraftfahrzeuge, die sowohl auf der Schiene wie auch auf der Straße fahren konnten. Meist handelte es sich um schwere Zugmaschinen, mittels deren mehrere Eisenbahnwaggons anstelle von Lokomotiven gezogen werden konnten. Ebenso gab es schwere Kranfahrzeuge, mit denen entgleiste Waggons wieder aufgegleist werden konnten. Aber auch ganz gewöhnliche LKW, die sowohl auf der Schiene wie auch auf Straßen und Wegen fahren konnten, wurden eingesetzt.
Ebenso waren vor allem im Ersten Weltkrieg im Osten Kraftfahrzeuge anzutreffen, die ausschließlich Radsätze für den Schienenverkehr hatten. Inwieweit diese so ab Werk geliefert oder von der Truppe durch Umbau hergestellt wurden, ist heute nicht mehr feststellbar.

### Schlitten
Noch im 18. Jahrhundert ruhten Kriegshandlungen in Europa von etwa Mitte Dezember bis Mitte März, weil infolge Schnees Straßen und Wege und infolge Eises die Flüsse unpassierbar waren; die Truppen bezogen während dieser Zeit Winterquartiere.
Der erste nachweislich auch und gerade im Winter geführte Krieg dürfte Napoleons Russlandfeldzug 1812 gewesen sein, dessen Kampfhandlungen sich bis in den Winter 1812/13 hinzogen. Die hierbei zwangsläufig verwendeten Schlitten waren zunächst ad hoc requirierte oder erbaute Modelle, die z. B. auch dadurch entstanden, dass man unter die Räder normaler Bespannfahrzeuge Kufen anbrachte.
Spätestens im Zweiten Weltkrieg gab es speziell für Heeresbedarf hergestellte Schlitten. Daneben wurde zum Material-, aber auch zum Verwundetentransport der Akia verwendet.